# Vézelay
Pour le vin, voir vézelay (AOC).
Vézelay est une commune française située dans le département de l'Yonne, en région Bourgogne-Franche-Comté.
Renommée en raison de la basilique Sainte-Marie-Madeleine et de la colline classées au patrimoine mondial de l'humanité, elle est le point de départ de l'une des principales voies de pèlerinage de Saint-Jacques-de-Compostelle, la Via Lemovicensis.
De grands écrivains du XXe siècle, comme Romain Rolland, Georges Bataille ou Jules Roy, ont habité sur la « colline inspirée ».

## Géographie

### Situation
Vézelay est distante de 15 km d'Avallon à l'est, à 21 km de Clamecy à l'ouest et à 45 km d'Auxerre au nord.
Vézelay domine la vallée de la Cure qui a longtemps été la voie de navigation principale de la région et la frontière entre le Nivernais et la Bourgogne.

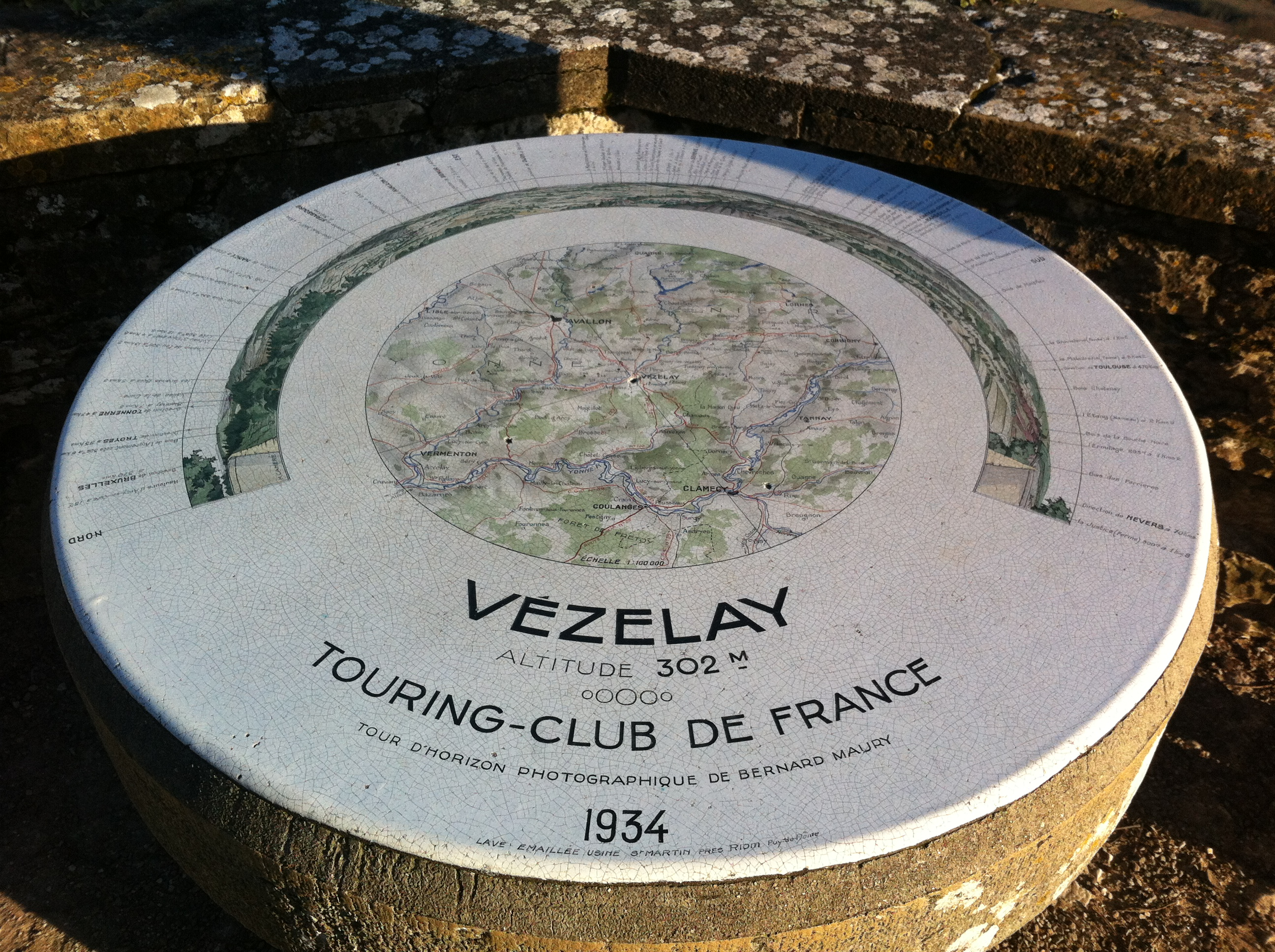
Table d'orientation de Vézelay.
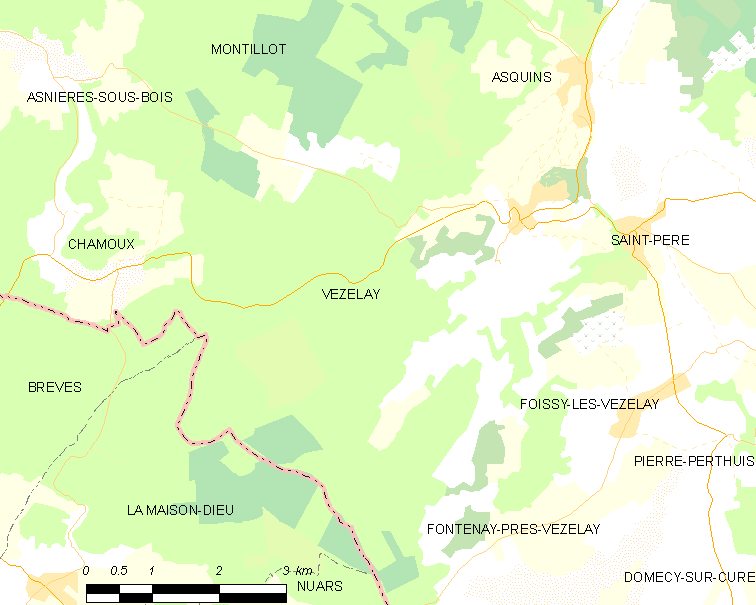
Carte de la commune.

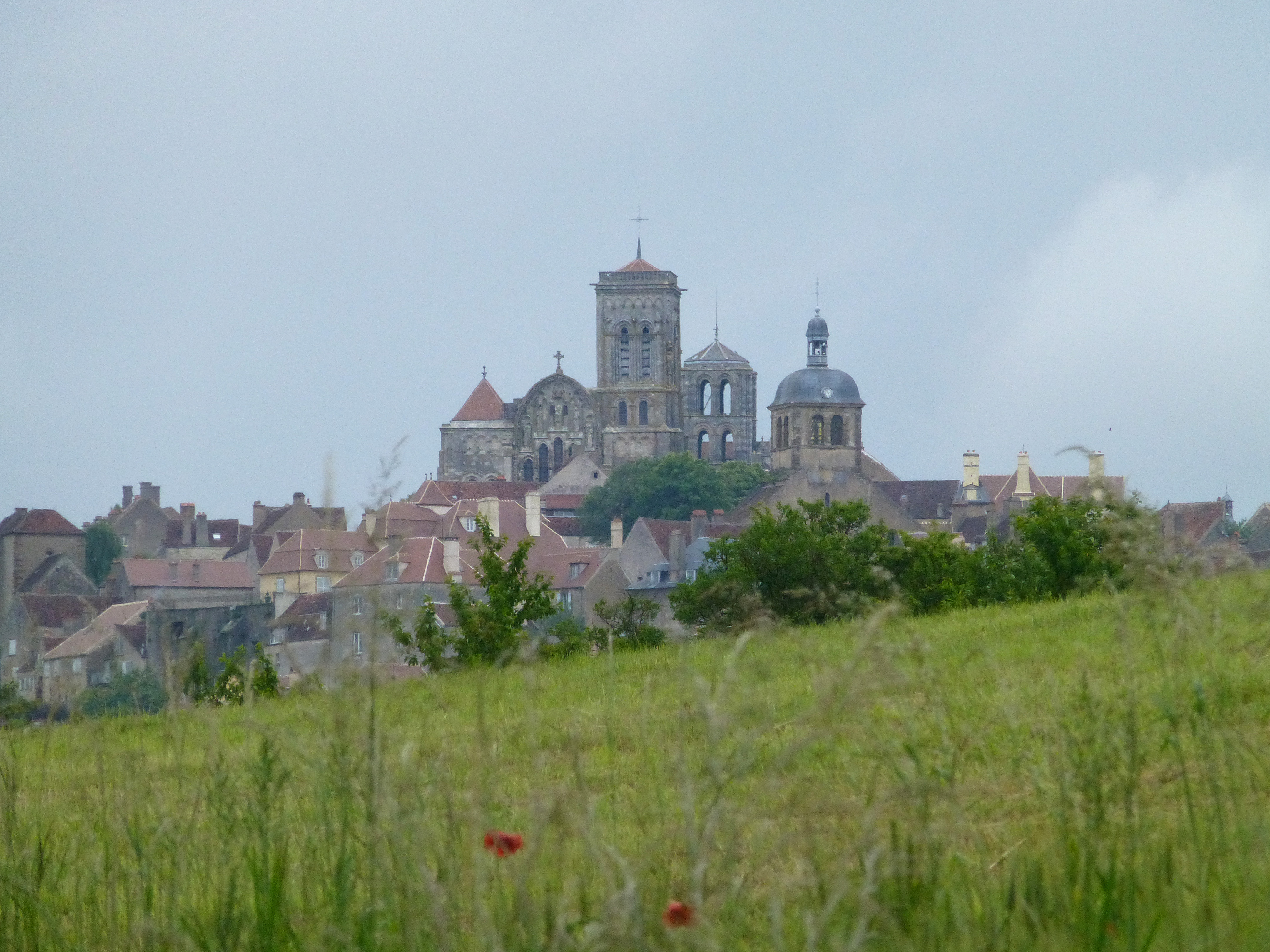
Vue sur Vézelay et sa colline.
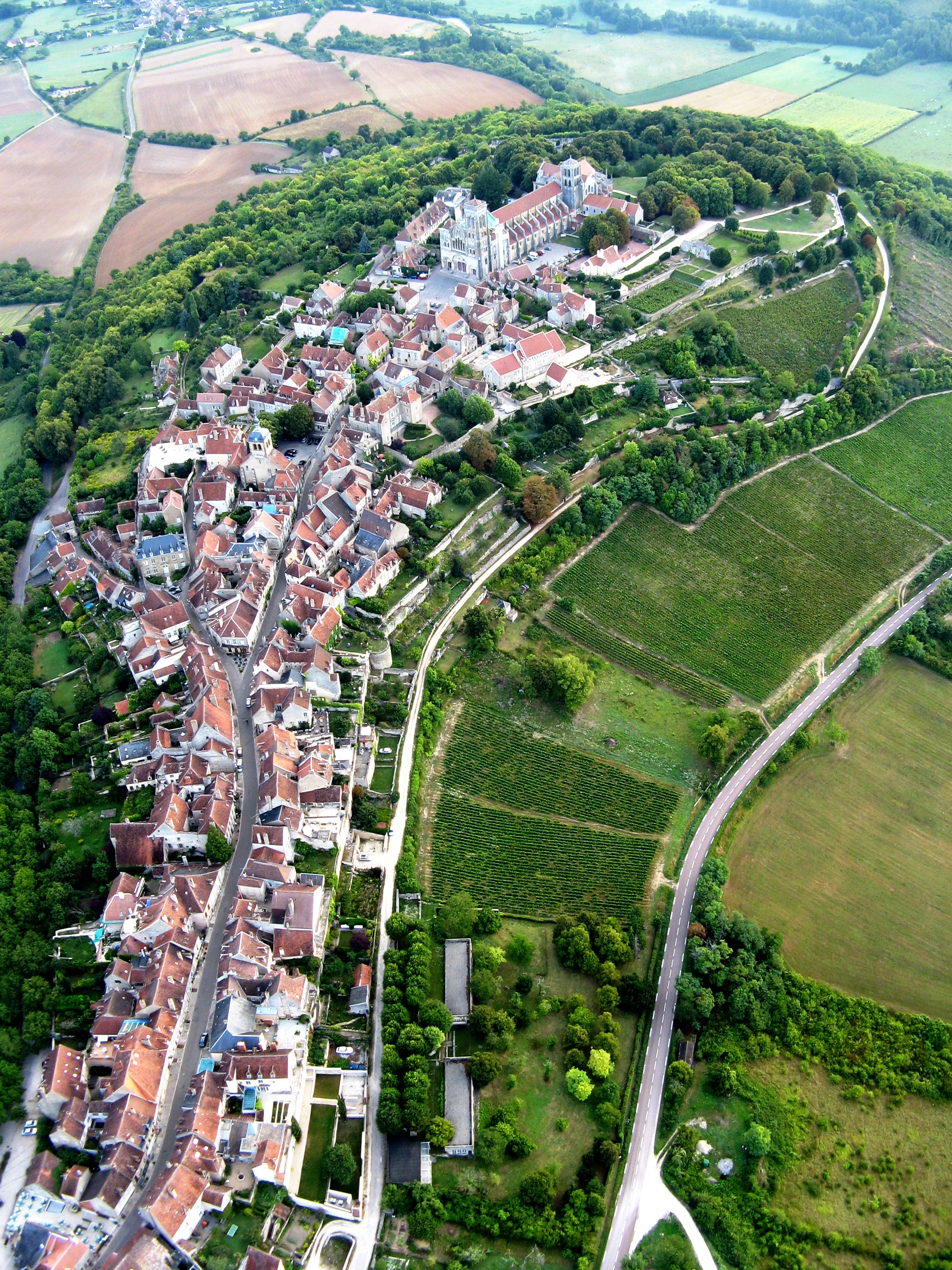
Vue aérienne de Vézelay.
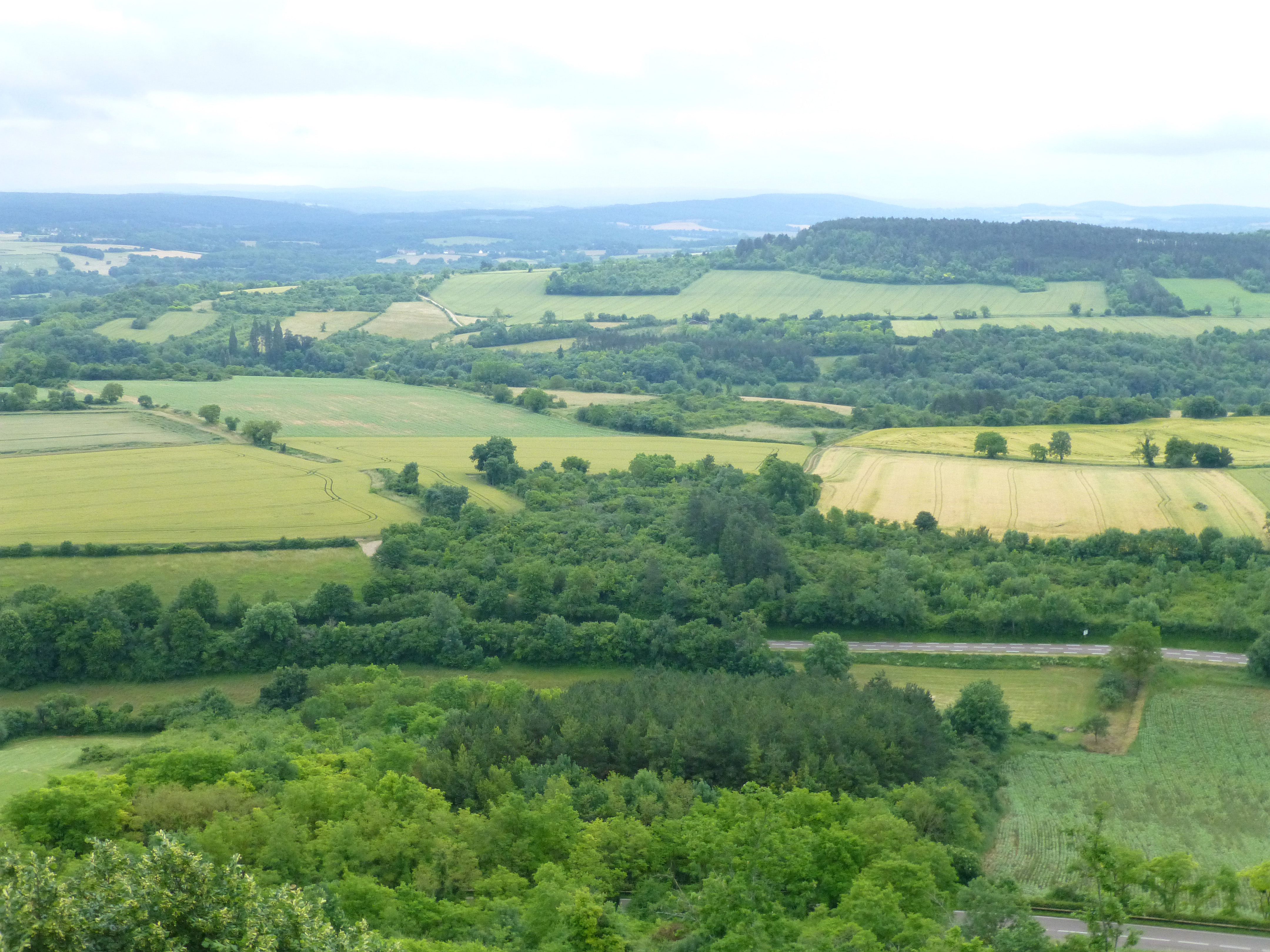
La vallée autour de Vézelay.

### Géologie
« La montagne sur laquelle est bâti Vézelay appartient tout entière aux différentes assises de la Grande-Oolithe. Vers la base, du côté de Saint-Père, se montrent encore quelques-unes des couches du lias et au-dessus les calcaires de l'oolite inférieure avec débris de pentacrinites et radioles de Cidaris Courtaudina, mais cet ensemble est promptement recouvert par les calcaires oolithiques subschistoïdes plus ou moins marneux de la grande oolite, que caractérisent les pholadomyes, les panopées, les Mytilus, les ammonites. Du côté opposé, en descendant la route de Vézelay à Clamecy, la succession des couches oolitiques est plus apparente encore. Sous les calcaires compacts et résistants qui constituent le sommet de la montagne, on voit se développer des calcaires argileux très riches en pholadomyes (Pholadomya vezelayi). Au pied de la montagne, d'anciennes carrières aujourd'hui abandonnées, ont été exploitées dans la partie inférieure de cette assise. Les couches sont plus compactes, moins marneuses ; les pholadomyes n'apparaissent pas encore ; les fossiles, assez rares, se bornent à quelques ammonites. »

La toponymie des bois environnants dévoile un sous-sol riche en minerai de fer : bois des Ferrières, bois du Fourneau.

### Hydrographie
Les eaux de pluie étaient « soigneusement recueillies dans trois grandes citernes publiques, deux réservoirs et un grand nombre de citernes particulières ». Les constructions les plus grandes sont au sein de l'abbaye, à la hauteur de l'ancien préau du cloître ; l'une d'entre elles a 16,85 m de longueur, 6,30 m de largeur et 3,60 m de profondeur. Des piliers en pierre carrée soutiennent des voûtes d'arêtes en moellons. Elle recueille les eaux pluviales des toitures plates de l'église et autrefois de tous les bâtiments du monastère.

### Climat
Pour des articles plus généraux, voir Climat de la Bourgogne-Franche-Comté et Climat de l'Yonne.
En 2010, le climat de la commune est de type climat océanique dégradé des plaines du Centre et du Nord, selon une étude du Centre national de la recherche scientifique s'appuyant sur une série de données couvrant la période 1971-2000. En 2020, Météo-France publie une typologie des climats de la France métropolitaine dans laquelle la commune est exposée à un climat océanique altéré et est dans une zone de transition entre les régions climatiques « Lorraine, plateau de Langres, Morvan » et « Centre et contreforts nord du Massif Central ».
Pour la période 1971-2000, la température annuelle moyenne est de 10,5 °C, avec une amplitude thermique annuelle de 15,7 °C. Le cumul annuel moyen de précipitations est de 854 mm, avec 12,6 jours de précipitations en janvier et 8,3 jours en juillet. Pour la période 1991-2020, la température moyenne annuelle observée sur la station météorologique de Météo-France la plus proche, « Merry-sur-Yonne », sur la commune de Merry-sur-Yonne à 13 km à vol d'oiseau, est de 11,5 °C et le cumul annuel moyen de précipitations est de 776,9 mm. 
La température maximale relevée sur cette station est de 40,7 °C, atteinte le 7 août 2003 ; la température minimale est de −22 °C, atteinte le 16 janvier 1985,,.
Les paramètres climatiques de la commune ont été estimés pour le milieu du siècle (2041-2070) selon différents scénarios d'émission de gaz à effet de serre à partir des nouvelles projections climatiques de référence DRIAS-2020. Ils sont consultables sur un site dédié publié par Météo-France en novembre 2022.

### Voies de communication et transports

#### Voies routières
Les routes départementales D951 et D957 se rejoignent devant Vézelay pas loin de la Porte Neuve. La D951 vient de Clamécy à l'ouest, contourne la colline de Vézelay à l'est et rejoint au nord Asquin, puis la D606 Avallon - Auxerre et la gare de Sermizelles. La D957 est la route directe pour Avallon et l'autoroute A6.
L'autoroute A6 est à 20 km direction sud (par Avallon) ou à 30,5 km direction nord (par Nitry).

#### Sentiers de grande randonnée
- Chemin du pèlerinage de Saint-Jacques-de-Compostelle. Point de départ de la Via Lemovicensis.
- Sentier du GR 13 au Nord vers Fontainebleau, au Sud vers le lac des Settons, Bibracte, Autun et Bourbon-Lancy.

#### Transports en commun routiers
- La ligne de TER par Autobus Clamecy-Avallon-Paris.

L'autobus qui rejoint la gare de Sermizelles (gare de Sermizelles - Vézelay) et la gare de Clamecy marque un arrêt à l'entrée de Vézelay.

## Urbanisme

### Typologie
Au 1er janvier 2024, Vézelay est catégorisée commune rurale à habitat dispersé, selon la nouvelle grille communale de densité à sept niveaux définie par l'Insee en 2022.
Elle est située hors unité urbaine et hors attraction des villes,.

### Occupation des sols
L'occupation des sols de la commune, telle qu'elle ressort de la base de données européenne d’occupation biophysique des sols Corine Land Cover (CLC), est marquée par l'importance des forêts et milieux semi-naturels (71,5 % en 2018), une proportion identique à celle de 1990 (71,5 %). La répartition détaillée en 2018 est la suivante : 
forêts (71,5 %), prairies (11,6 %), terres arables (10,1 %), zones agricoles hétérogènes (5,4 %), zones urbanisées (1,4 %). L'évolution de l’occupation des sols de la commune et de ses infrastructures peut être observée sur les différentes représentations cartographiques du territoire : la carte de Cassini (XVIIIe siècle), la carte d'état-major (1820-1866) et les cartes ou photos aériennes de l'IGN pour la période actuelle (1950 à aujourd'hui).

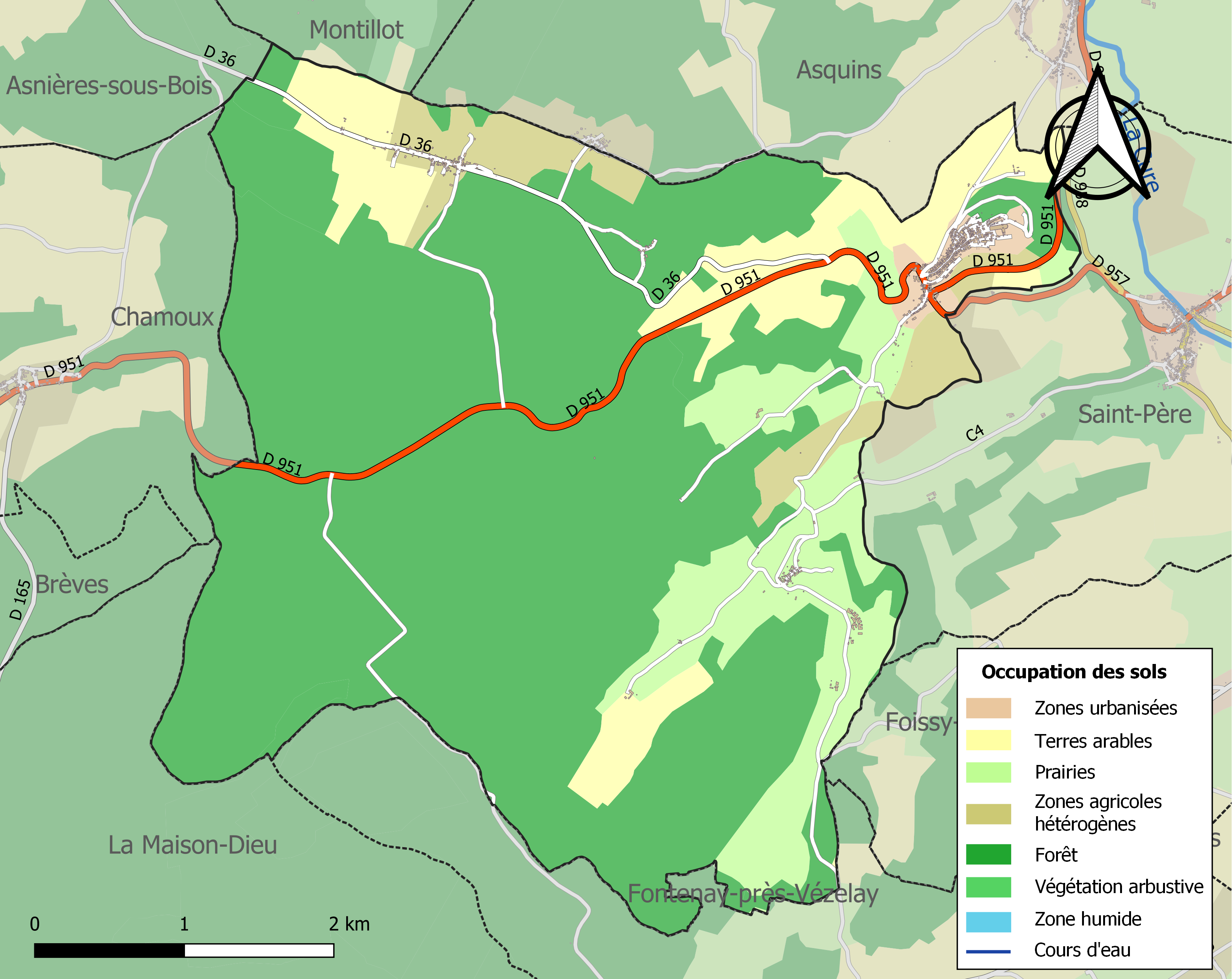
Carte des infrastructures et de l'occupation des sols de la commune en 2018 (CLC).

### Morphologie urbaine
La ville est située sur une haute colline à la limite nord-est de la commune. Celle-ci a valu à Vézelay d'être renommée Vézelay-la-Montagne en 1793, pendant la Révolution. La raison en est simple : seul le côté ouest est facilement accessible, les versants sud, nord et est étant plus abrupts. La rue principale (rue Saint-Étienne - rue Saint-Pierre) suit la ligne de crête de cette colline et permet de rejoindre l'église abbatiale située sur le point culminant. Cette rue principale est aussi la rue commerçante de la commune, qui ne possède pas de Parc d'activité commerciale.
La petite ville de Vézelay, riche en monuments historiques et entourée de remparts, est peu apte à la circulation de voitures. Pour gérer le passage de près d’un million de touristes par an, la ville a aménagé deux grands parkings extra muros (parking du Clos et parking des Ruesses). Les établissements hôteliers se trouvent aussi groupés extra muros.
Les habitations sont largement concentrées intra muros. Dans la plaine au pied de la ville se trouvent plusieurs hameaux et lieux-dits de la commune: Le Bois-de-la-Madeleine, Les Brades, Les Chaumes-Hautes, L'Étang-Neuf (ou Chaumes-Blanches), La Goulotte, Le Grand-Jardin, La Justice, La Longueroie, La Maladrerie, Le Maupas, Les Triés, Versausse.

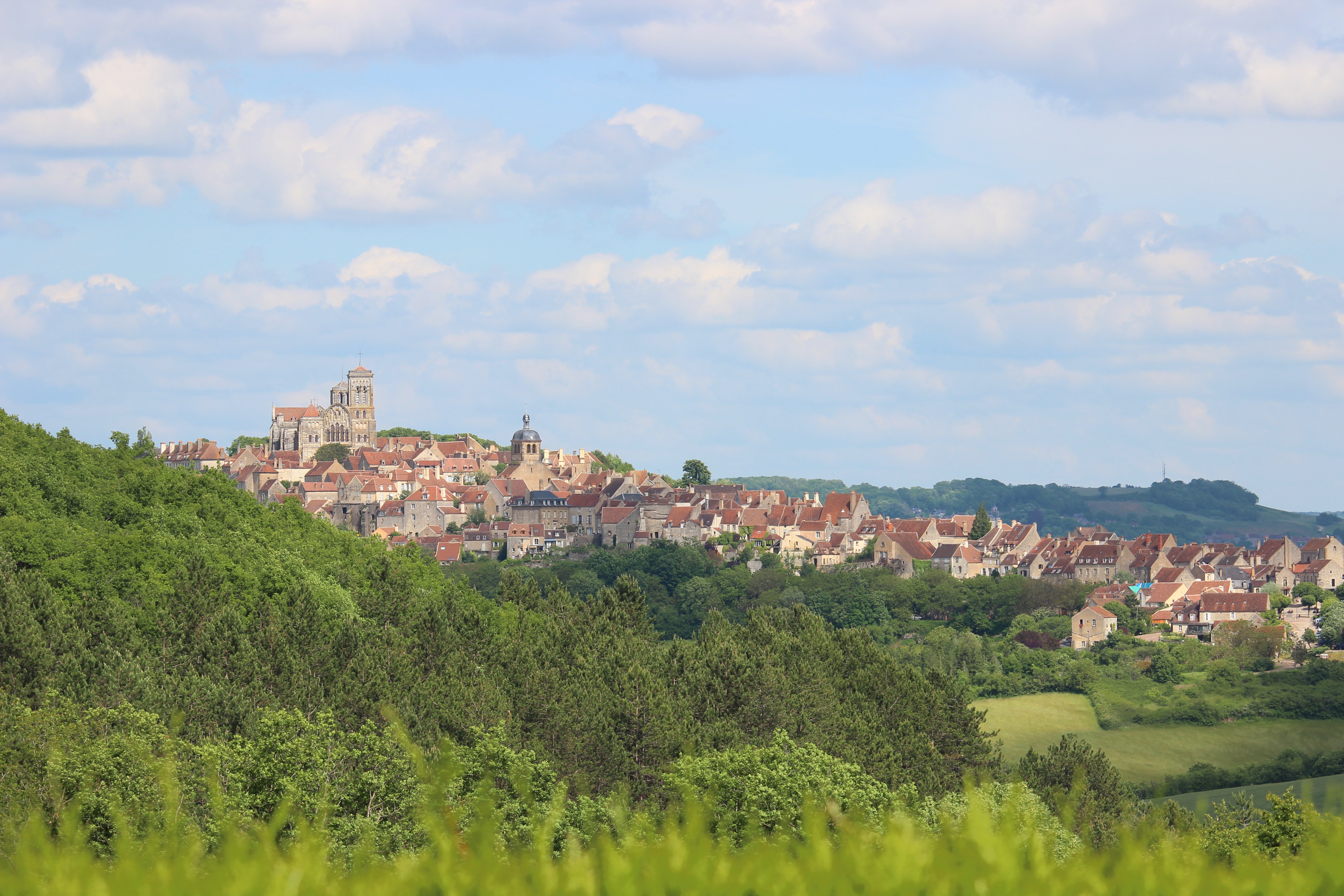
Vézelay vue de la Goulotte.
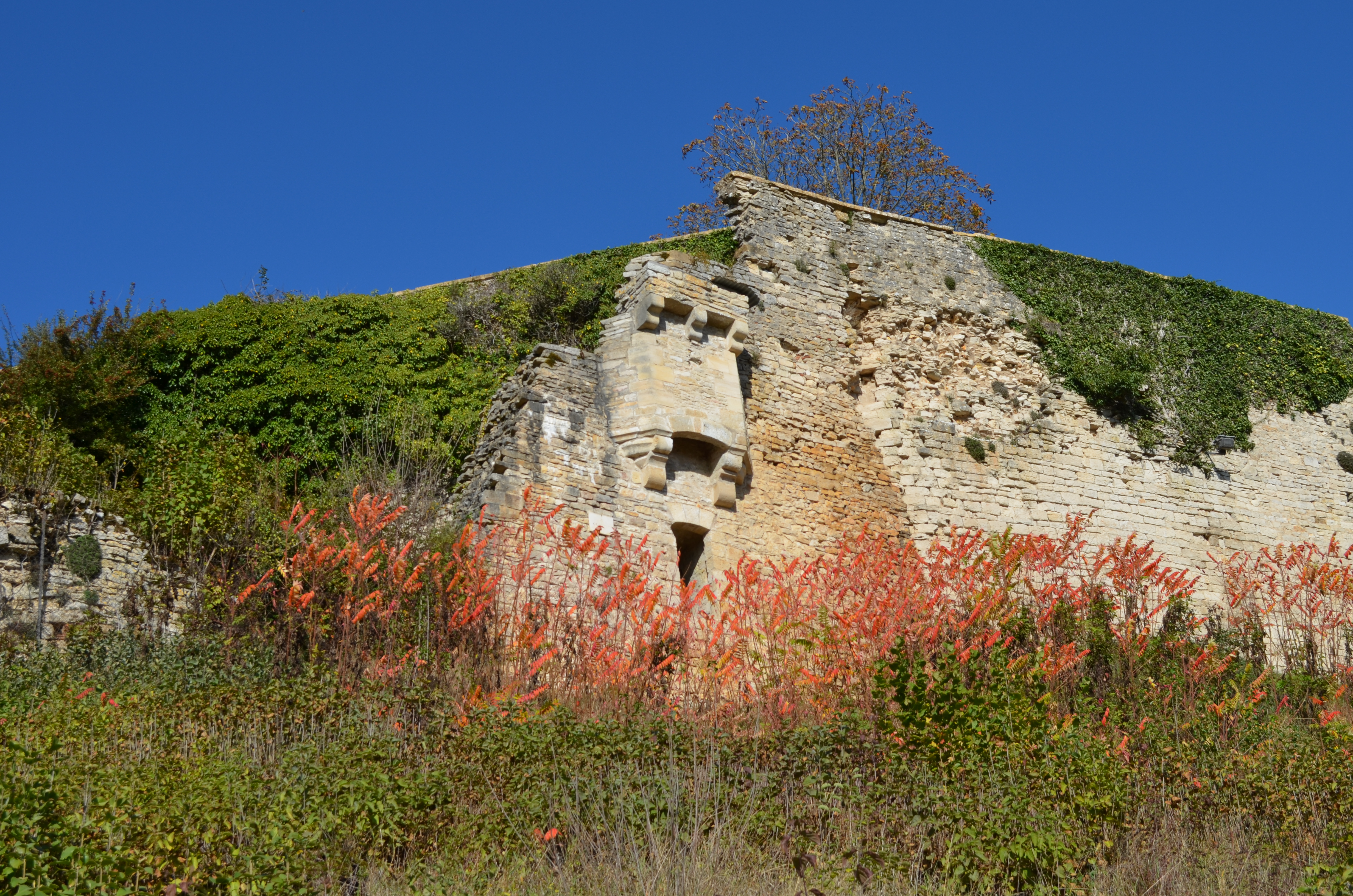
Versant abrupt de l'enceinte.
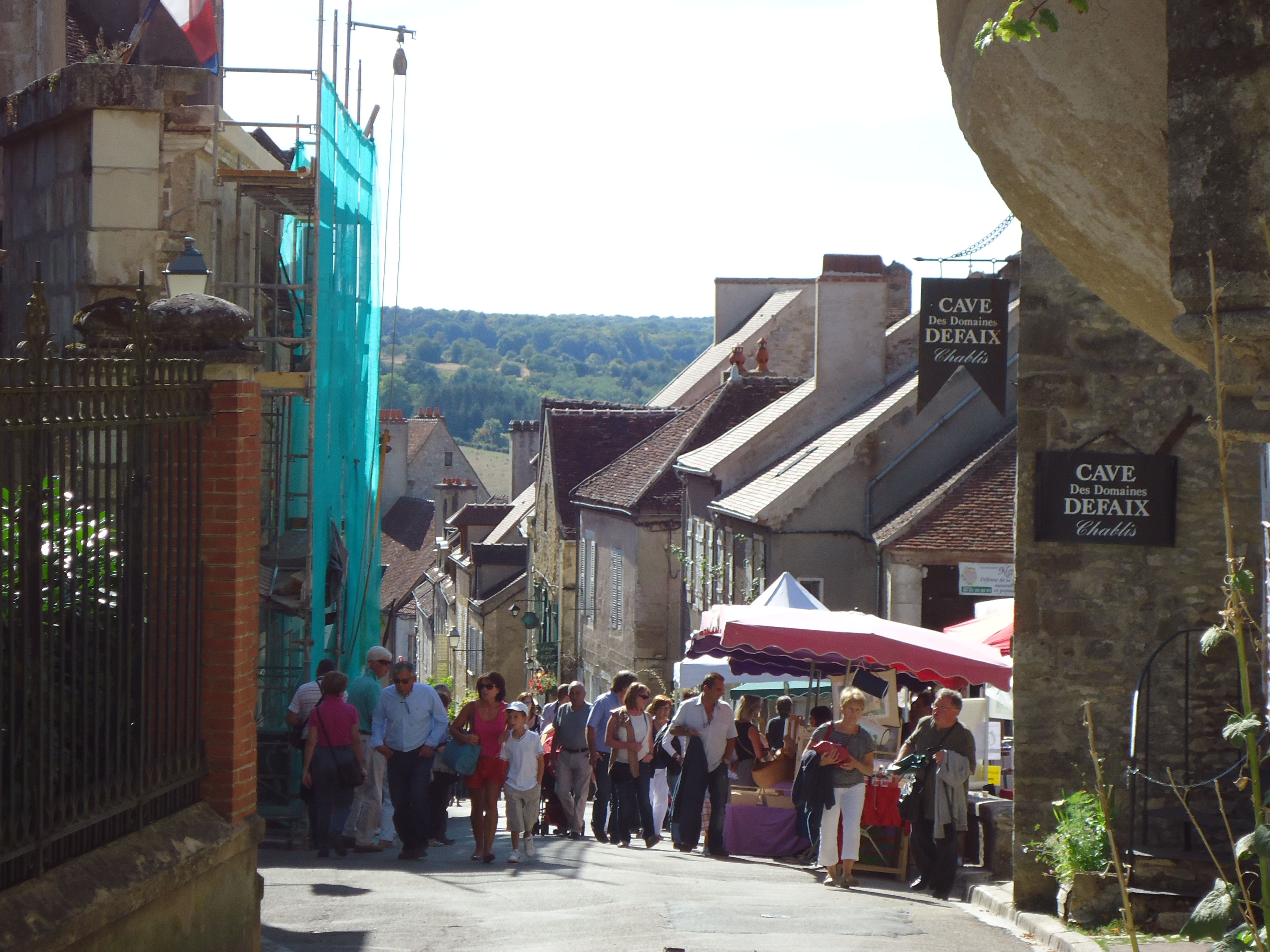
La rue principale.
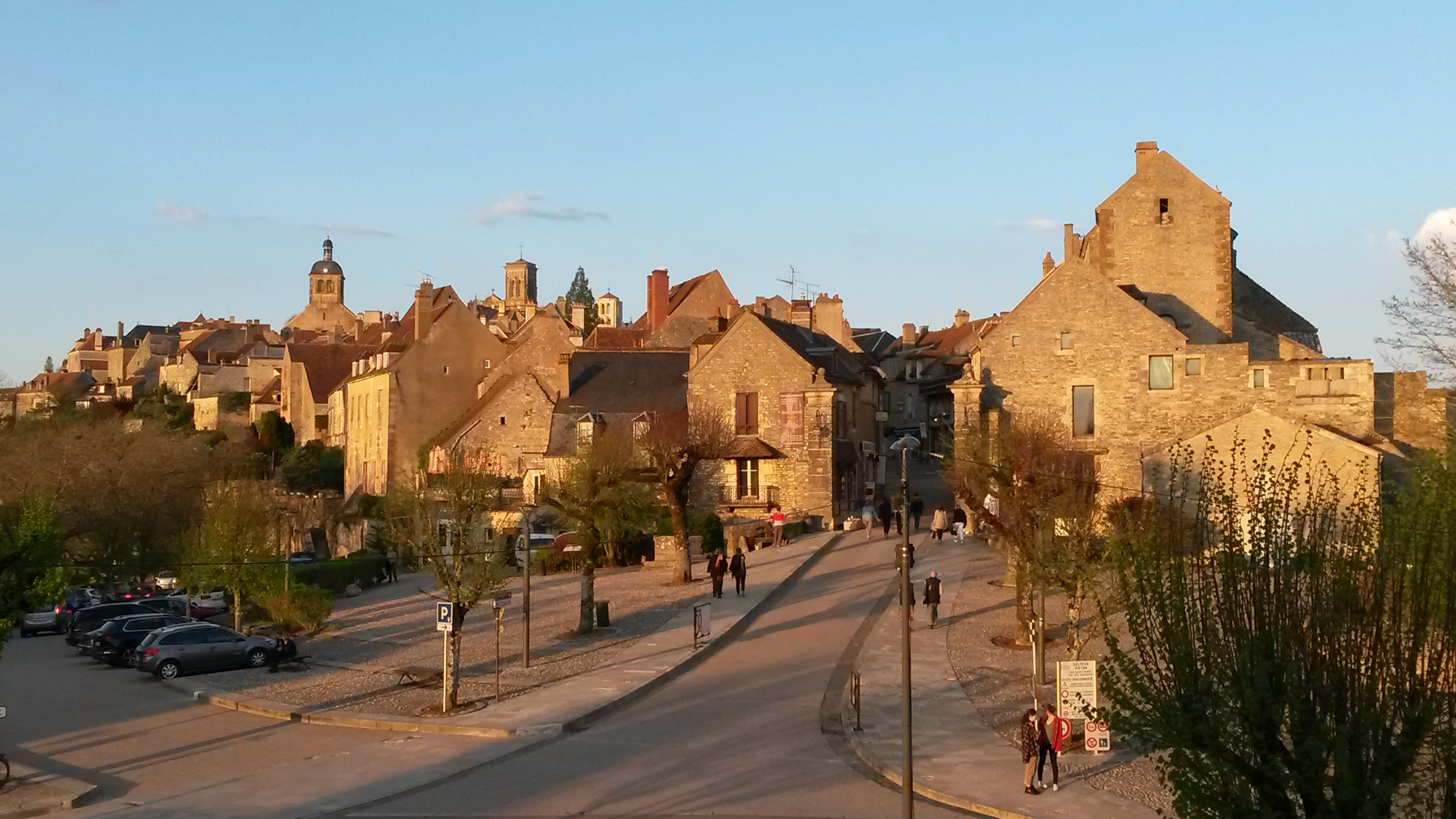
Rue Saint-Étienne au bas de la colline
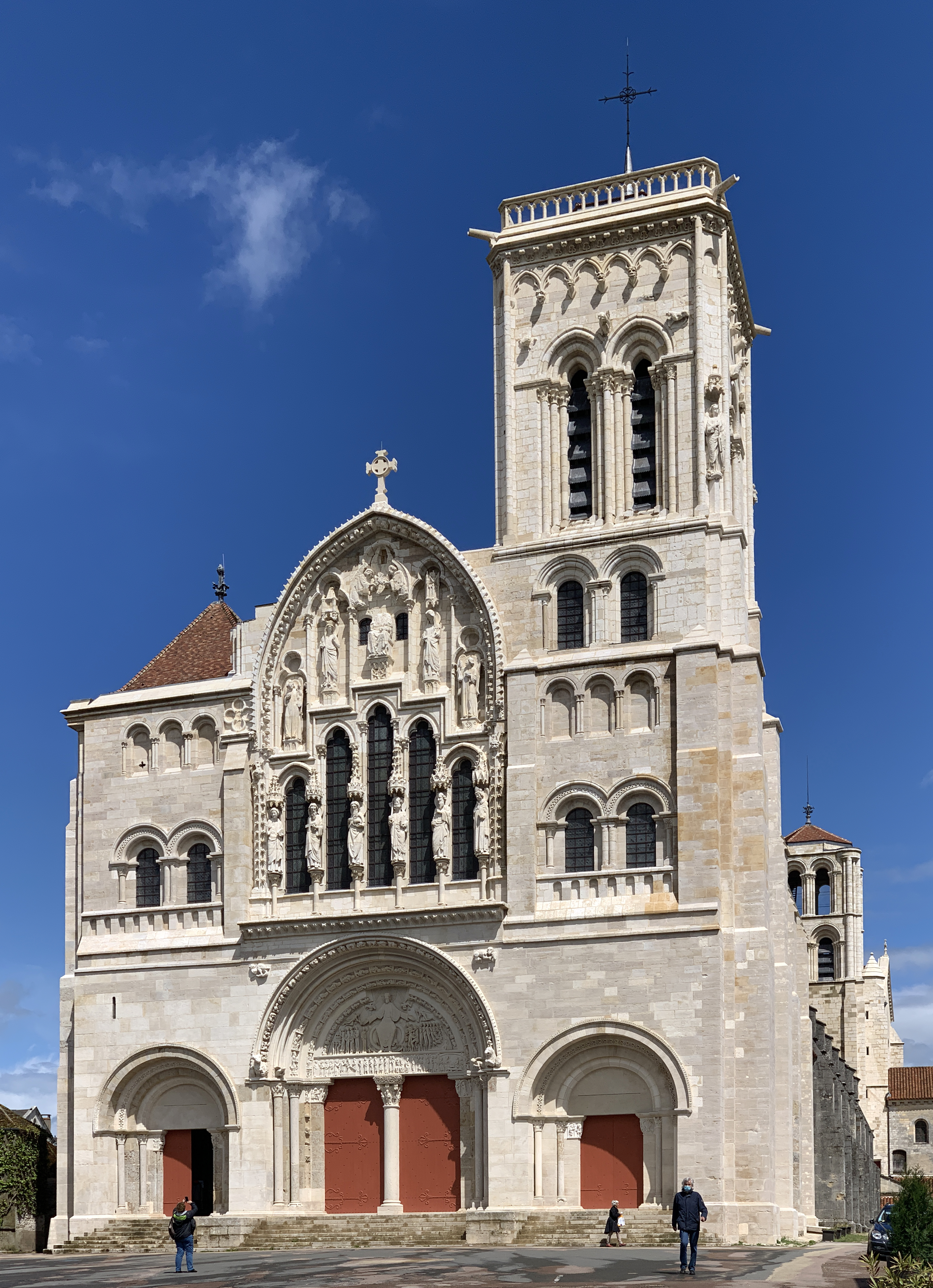
La basilique sur le point culminant.

### Logement
En 2013, le nombre total de logements dans la commune était de 292 , alors qu'il était de 300 en 2008.
Parmi ces logements, 53,6 % étaient des résidences principales, 37,1 % des résidences secondaires et 9,4 % des logements vacants. Ces logements étaient pour 86,4 % d'entre eux des maisons individuelles et pour 12,9 % des appartements.
La proportion des résidences principales, propriétés de leurs occupants était de 70,8 %, en légère augmentation par rapport à 2008 (68,6 %). La part de logements HLM loués vides (logements sociaux) était de 5,8 % ; la part de logés gratuitement était de 9,1 %.

### Projets d'aménagement
Vézelay, site classé, est entourée d'un territoire de protection des paysages en co-visibilité de la ville de Vézelay. Les projets d'aménagement se concentrent sur la sauvegarde et la mise en valeur du site. La commune prépare depuis 2015 un plan local d'urbanisme. À terme, elle envisage d'obtenir le label Grand Site de France

## Toponymie
Les mentions anciennes de Vézelay sont : Virzelliacus (en 868), Virzelliacense monasterium (877), apud Vezeliacum (1169), Vizeliacum (1180), Verzelaium (1190), ecclesiam Virzeliacensem (1210), Vezelai (1393), Vezelay (v. 1757).
Le toponymiste E. Négre propose que l'étymologie de Vézelay (Vir(te)zelliacus, amuïssement gaulois de la deuxième syllabe) serait issu du nom Vertecillus + suffixe gallo-rom. -acum "domaine de". Vezelay pourrait être traduit par "Le Domaine de Vertecillus". Il faut noter que Vertecillus est assez proche du mot latin verticillus, qui signifie "peson de fuseau", c'est-à-dire une sorte de bouton, de mamelon. Peut-être que ce toponyme évoque le promontoire sur lequel Vézelay est situé, et qui finalement pourrait signifier "Le Domaine du Mamelon".
La forme Uzellac proposée par A. Turgot de 1826, n'a jamais été documentée dans les textes anciens, et les connaissances de la langue gauloise au début du XIXe siècle étaient fantaisistes et ne respectaient pas les lois de l'évolution phonétique, d'après X. Delamarre. La forme Videliacus évoquée par Turgot ne peut s'appliquer à Vezelay, car  elle aurait dû aboutir à Villey, comme l'illustre le cas de Villey-le-Sec qui était au XIIe siècle Videliacum.
La version dépassée d'A. Turgot en 1826, explique que ce seraient les Gaulois qui auraient nommé ce site Uzellac, mot issu de la fusion de uxello (la montagne élevée en celte) et de awch (« le sommet » en celte). Cette étymologie nous est fournie par Jules César lorsqu'il fait référence à Videliacus, un nouveau magistrat romain qui auparavant était druide d'Uzellac,. Après la colonisation romaine, le toponyme aurait évolué en Vercellatus, Vezeliacum ou Virzeliacum à partir du nom d'un propriétaire agricole local important du nom de Vercellus.

## Histoire

### Antiquité

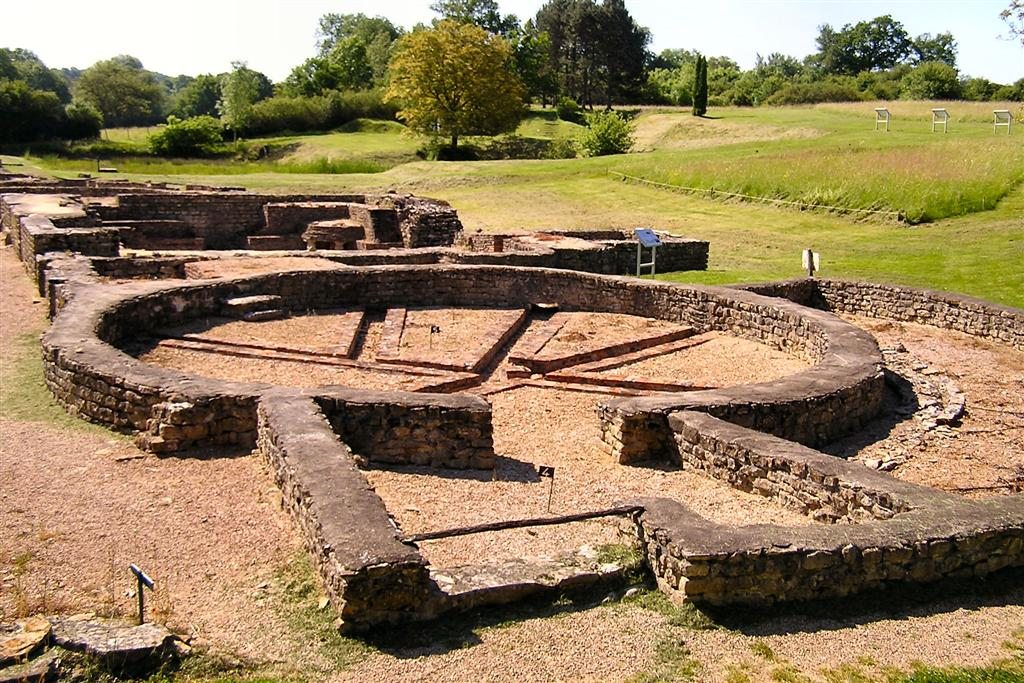
Les vestiges des thermes romains aux Fontaines Salées.

Les premiers vestiges d'implantation humaine dans les environs de Vézelay datent de 2300-2200 av. J.-C. près des sources des Fontaines Salées. Aux Ier et IIe siècles, près de deux mille puits de mine sont exploités au sud-ouest de Vézelay par environ cinq cents à huit cents esclaves,. Ces exploitations minières ont permis la création d'un centre d'activité économique (marché), d'un refuge et probablement d'un lieu de pèlerinage.
Dès le Ier siècle, les Romains mettent en place la culture viticole sur la colline de Vézelay. Un temple en l'honneur de Bacchus a été découvert par le curé Guenot en 1689 dans les fondations de l'ancienne église Saint-Étienne lors de la construction d'un nouveau clocher, ce qui montre l'importance de cette culture dans la région.

### Moyen Âge

#### Haut Moyen Âge

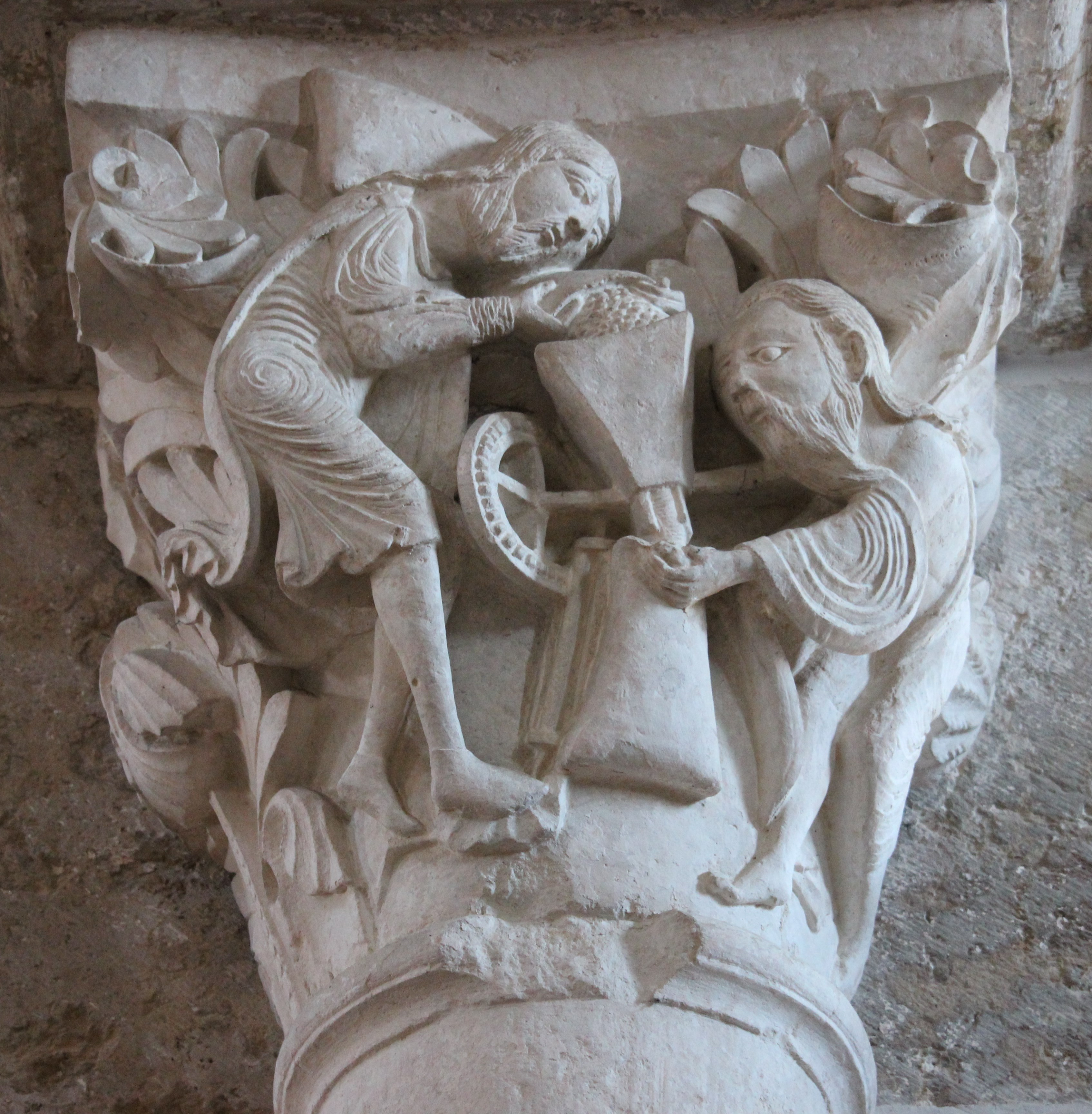
Chapiteau du Moulin mystique.

L'établissement humain sur la colline de Vézelay est très antérieur à l'abbaye bénédictine. Des sarcophages mérovingiens ont été retrouvés dans le sous-sol de l'église Saint-Pierre, et sous l'un d'eux un sarcophage plus ancien. Un mur carolingien fut découvert, en 2012, sous le cloître de Vézelay.
Girart de Roussillon reçoit la région par une faveur de Louis le Pieux et choisit vers 858 d'assurer la pérennité de ses possessions en les transformant en deux communautés bénédictines, respectivement masculine et féminine : Pothières et Vézelay. Il fonde ainsi un monastère de femmes à l'emplacement actuel de Saint-Père. Il possède une villa, entourée de grands domaines. Le finage dans lequel les habitations se trouvent porte le nom de Vezeliacus qui devient Vizeliac puis Vézelay.
L‘existence et l‘organisation de ce Vézelay primitif n'a toutefois qu'une faible postérité puisqu'elle s'interrompt brutalement environ dix ans plus tard, entre 871 et 877, lorsque les Normands poussent les moniales à la fuite. Girart demande leur remplacement par une communauté d'hommes. L'abbaye est alors transférée sur la colline et des moines bénédictins remplacent les moniales. La position du monastère attire nombre de familles afin de profiter de la protection des murs du nouvel établissement. Celui-ci est dédié à la Vierge et aux saints-apôtres Pierre et Paul.
Son statut est assez particulier car elle est affiliée à Cluny qui bénéficie d'une exemption jusqu'en 1744 : « moyennant la redevance annuelle d'une livre d'argent, qu'elle payait au Saint-Siège, elle fut autorisée à ne reconnaître ni chef d'ordre, ni évêque diocésain, ni prince, ni seigneur quelconque. Elle forme une espèce de république théocratique, détachée d'abord de la monarchie carolingienne, ensuite de la féodalité française, et ne conservant, ni avec l'une ni avec l'autre, aucun lien, aucun rapport de subordination. »
Certains auteurs affirment qu'en 882 le moine Badilon aurait apporté de Saint-Maximin-la-Sainte-Baume à Vézelay, des reliques de Marie-Madeleine. Mais Eudes est mentionné comme premier abbé en 897.[réf. nécessaire]
À la fin de l'époque carolingienne, le village est ravagé par les Vikings.

#### La grandeur de l'abbaye de Vézelay

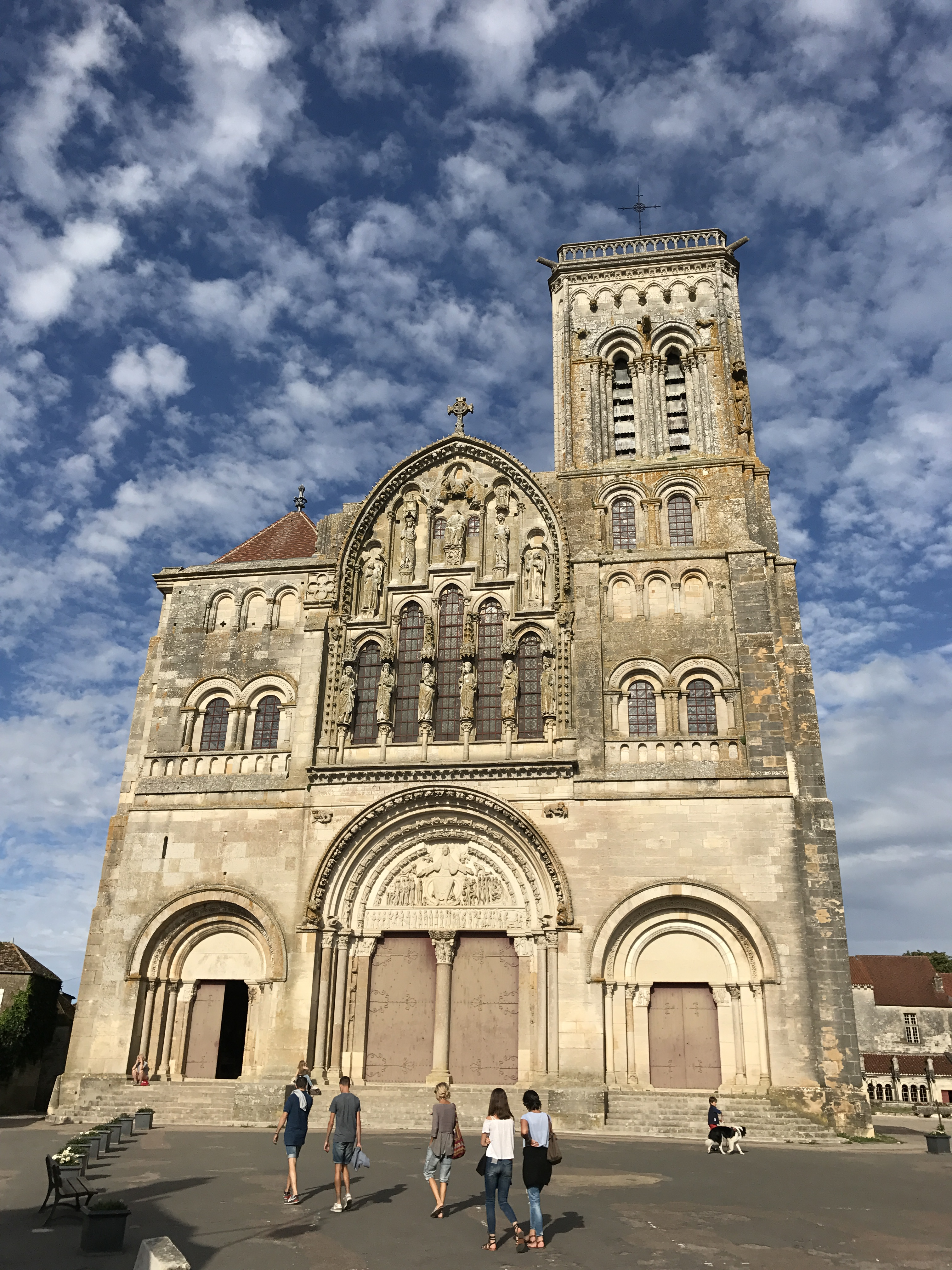
Abbatiale de Vézelay, consacrée en 1104 (début de la construction en 1096).

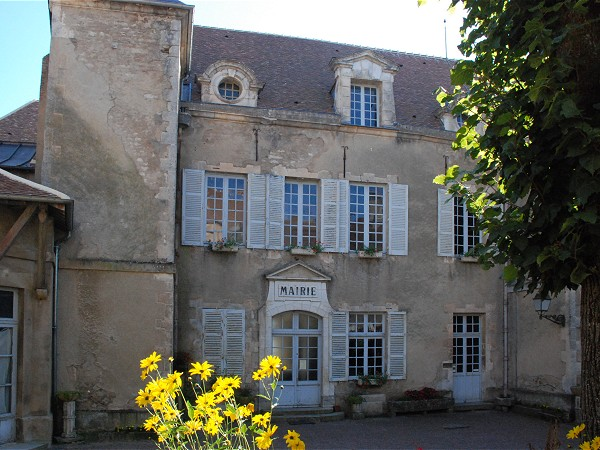
Façade de la mairie.

Élu en 1037, l'abbé Geoffroy réforme l'abbaye et convainc ses contemporains que l'abbaye possède les restes de Marie-Madeleine : d'où pèlerinages, donc offrandes et donations.
Entre les années 1050 et 1250, Vézelay fut le plus grand sanctuaire magdalénien d'Europe occidentale. Ceci profita naturellement aux habitants et le village devint une petite ville. « De là, chez eux, un esprit d'indépendance que le despotisme monastique irrita, et qui bientôt se manifesta par des révoltes sanglantes, des luttes opiniâtres ». Il faut attendre une bulle pontificale pour que Madeleine devienne officiellement la patronne de l'abbaye (1050). Une telle prospérité attire Cluny : celle-ci soumet Vézelay et lui impose l'abbé clunisien Artaud.[réf. nécessaire]
En 1060, Vézelay obtient le droit de commune.[réf. nécessaire]
En 1095, Urbain II prêche la première croisade ; la construction de l’abbatiale est décidée. Elle est consacrée en 1104. L'impôt établi pour réaliser cette entreprise exaspère les habitants qui se révoltent en 1106 et assassinent l'abbé Artaud. Après bien des vicissitudes (révoltes, conflits seigneuriaux, incendie de 1120 provoqué par la foudre), le narthex ou église des Pèlerins pénitents est construit ; il n'est dédicacé qu'en 1132. En 1137 l’abbé Albéric signe avec les habitants une charte qui définit les droits de l'abbaye et des bourgeois : acte de sagesse qui est loué en termes élogieux par saint Bernard de Clairvaux.
Au XIIe siècle, Vézelay se développe. En 1146, sa réputation est telle que Bernard de Clairvaux y prêche la deuxième croisade au lieu-dit la croix Saint Bernard. Le lieu du prêche est transformé en chapelle mémorial, aujourd'hui dénommée Chapelle de la Cordelle. L'abbé Ponce de Montboissier (à Vézelay de 1138 à 1161) rétablit temporairement l'abbaye dans ses privilèges anciens d'indépendance (« pote, potestas Vezeliacensis »). Les abbés reçoivent du Vatican d'énormes prérogatives : le droit de porter la mitre, la crosse, l'anneau et les sandales (privilèges des évêques).[réf. nécessaire]
Dans le même temps, la ville continue son développement et se fortifie en 1150 avec 2 000 mètres de courtines et la construction de la porte Sainte-Croix. Après une nouvelle révolte en 1152, la ville obtient des institutions communales, qui lui sont retirées dès 1155 par Louis VII le Jeune. Après la révolte de 1167, les habitants obtiennent des moines une charte écrite qui leur garantit des libertés enviables dans la région (« libertas Vezeliacensis »). Vézelay a une léproserie (maladrerie) au plus tard au XIIIe siècle.
Le 2 juillet 1190, Philippe Auguste et Richard Cœur de Lion s'y donnent rendez-vous pour la troisième croisade et en partent le 4 en prenant deux routes différentes,. Le chœur de l'église romane est reconstruit en plus vaste. L'abbé Hugues, homme corrompu, dilapide les richesse de l'abbaye et est destitué en 1207. Le déclin de l'abbaye commence, coïncidant en cela avec le déclin des ordres monastiques et celui des bénédictins en particulier.

#### Le déclin de l'abbaye et la fin du pèlerinage
Si vers 1215 l'abbatiale est achevée, les conflits avec les comtes de Nevers reprennent. Les différents papes et les rois de France ne peuvent pas protéger la communauté religieuse. La protection des reliques de la Madeleine semble peu efficace, et les pèlerins se détournent de cette ville agitée par tant de conflits (soulèvement de 1250). Le pape Clément IV lance une enquête pour comprendre les raisons d'une telle déchéance et ordonne une vérification solennelle des reliques de la Madeleine. Le roi Saint Louis s'associe à la cérémonie (24 avril 1267). Mais en 1279, le pape proclame que le corps retrouvé à Saint-Maximin-la-Sainte-Baume est bien le corps de Marie Madeleine. Les pèlerins se détournent de Vézelay et la prospérité aussi : d'ailleurs l'apport, fête de Vézelay, change de date et se célèbre le jour de la Quasimodo.[réf. nécessaire]
En 1280 une ordonnance signée de Philippe le Hardi proclame le rattachement plus ou moins complet de Vézelay au domaine royal. Le pape Martin IV approuve le décret. L’ordonnance de 1312 de Philippe le Bel confirme que ville et abbaye sont une dépendance ordinaire du domaine royal. Les habitants acceptent cette autorité qui leur permet de contenir l'omnipotence abbatiale et d'échapper aux brutalités de seigneurs féodaux. Vézelay entre dans le cercle restreint des bonnes villes du royaume (il n'y en avait alors que seize).[réf. nécessaire]

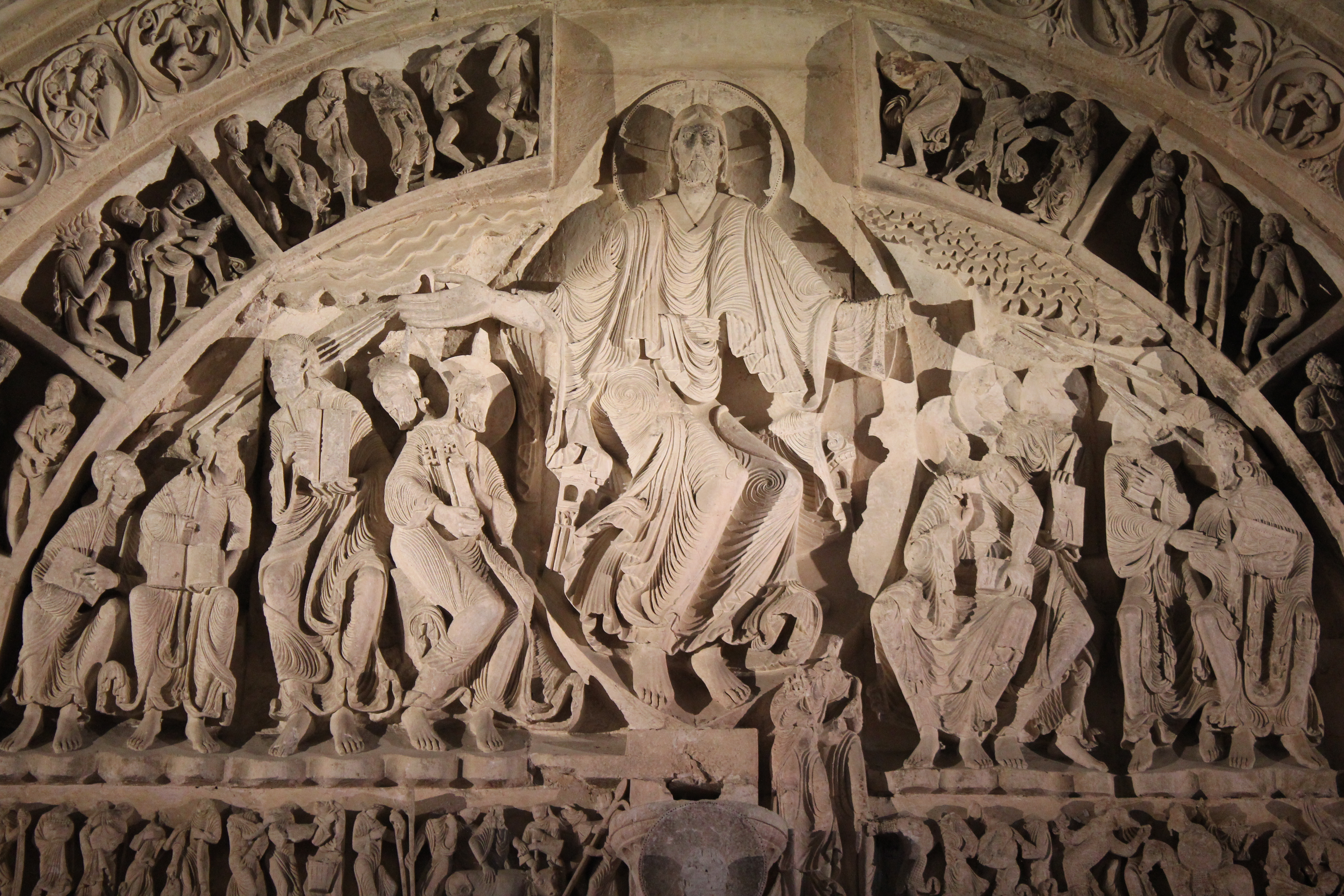
Le tympan de l'avant-nef

En 1360, la muraille est reconstruite et renforcée avec des tours rondes possédant des mâchicoulis.
Le 27 juillet 1421, les troupes du duc de Bourgogne, Philippe Le Bon, attendent l'armée de secours à Vézelay. Elles font leur jonction avec les contingents anglais du roi Henri V, commandées par son frère, le duc de Bedford, Jean de Lancastre. Les deux armées, qui comptent 12 000 hommes, se réunissent pour contrer les forces du dauphin Charles à La Charité-sur-Loire.
L'abbé Hugues de Maison-Comte, conseiller de Charles V, est reconnu pour son équité dans ses rapports avec les habitants de Vézelay, (1353-1383). L'abbé Alexandre, conseiller de Philippe Le Bon, joue un rôle diplomatique : il exhorte les Vézeliens à quitter la ligue anglo-bourguignonne et contribue au rapprochement entre Philippe le Bon et Charles VII et provoque la réunion du concile de Bâle en 1431. Il participe enfin à l'élaboration de la Pragmatique Sanction de Bourges en 1438.[réf. nécessaire]
Louis XI ne tolère pas que les abbés soient liés au duc de Bourgogne, Charles le Téméraire. Afin de s'assurer d'une place forte, il impose d'autorité un de ses courtisans, Pierre de Balzac.[réf. nécessaire]

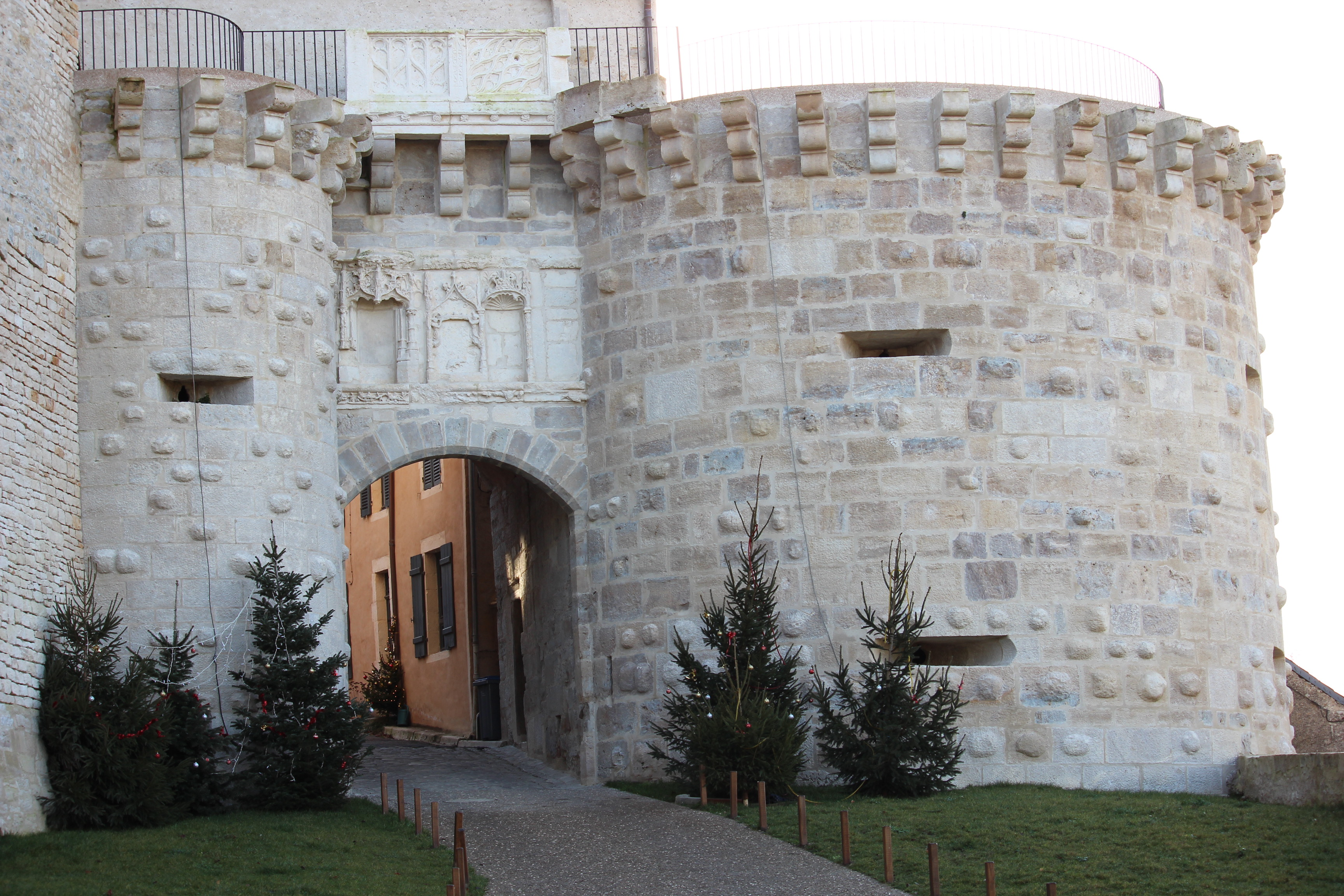
La porte Neuve de Vézelay construite à la fin du XVe siècle et où les emplacements des herses sont encore visibles.

À la fin du XVe siècle, une nouvelle porte est construite dans l'enceinte : la porte Neuve, défendue par deux tours rondes d'environ douze mètres de diamètre avec des murs de trois mètres d'épaisseur, et deux herses sont ajoutées à la porte afin de pouvoir en interdire l'accès.
En 1538, une bulle accorde ce que les moines demandent depuis longtemps : à savoir la sécularisation. L'abbaye devient une simple collégiale, un chapitre de chanoines remplace les moines bénédictins et surtout le domaine est mis entre les mains d'abbés commendataires. François Ier essaie en vain d'obtenir que Vézelay devienne un évêché.[réf. nécessaire]
La bulle de 1541 n'est enregistrée par le Parlement de Paris qu'en 1653. Elle ne laisse au chapitre que des revenus insuffisants et favorise les abbés commendataires.[réf. nécessaire]

### Vézelay dans les guerres de religion
Lors des guerres de Religion, elle passe au gré de ses abbés, de place forte des Réformés à citadelle de la Ligue.
L'influence de Théodore de Bèze, l'abbaye en pleine décadence, font de Vézelay une des premières villes de la région acquise au protestantisme. En mars 1569, la ville est prise par les troupes protestantes des capitaines Sarrasin et Blosset, soucieuses de gagner une belle position militaire.
La ville est bientôt assiégée par les armées de Charles IX commandées par Louis Prévost de Sansac. La cavalerie est lancée sur Vézelay le 6 octobre, mais les capitaines retranchés dans la ville se défendent très bien en attaquant à leur tour. Les bombardements depuis Asquins et Saint-Père ne donnent rien. Le siège se transforme en blocus pour affamer la ville.
La ville ne se rend pas malgré huit mois de siège et de combats intenses, grâce à un ravitaillement de secours de troupes protestantes. Sansac lève le camp, laissant la ville invaincue, le 25 février 1570.
Au traité de Saint-Germain (1570), Vézelay est l'une des deux villes du gouvernement de Champagne à autoriser les protestants à exercer librement leur culte.
En 1594, Edme de Rochefort, sieur de Pluvault, qui gouverne la ville au nom de la Ligue, livre la place à Henri IV et prend la tête des troupes royalistes pour prendre Avallon.

### Le long sommeil
Son successeur Érard de Rochefort s'ingénie à réparer l'église de la Madeleine et ses dépendances, en particulier la chapelle basse : il fait des concessions équitables à la population. Mais les calamités s'abattent de nouveau sur la région avec la nomination de Louis Fouquet frère du surintendant : ce sont des procès interminables, l'abandon du privilège d'échapper à la juridiction de l'ordinaire et enfin les persécutions des protestants et ce bien avant la révocation de l'édit de Nantes.
En 1696-1697, Vauban rédige la Description géographique de l'élection de Vézelay, document statistique précis qui nous décrit minutieusement l'état de misère et de ruine du pays. La paroisse de Vézelay y est décrite comme un « Pays rude, sec et pierreux, qui ne rapporte que du vin très médiocre et peu de blé. ».
C'est sous l'abbé Jacques Berthier, prédicateur du roi, que le château gaillard est détruit : l'abbé de Cours le trouve trop triste et lui préfère une construction plus au goût de l'époque (1752-1769). À la veille de la Révolution, Vézelay a perdu ses privilèges municipaux, voit sa population diminuer et n'est plus qu'un petit bourg.
Le 6 septembre 1790, les membres du Directoire d'Avallon, agissant en vertu des lois votées par l'Assemblée Constituante, et en exécution des arrêtés spéciaux du Directoire du département, signifièrent aux chanoines que désormais l'abbaye de la Madeleine avait cessé d'exister.

### Viollet-le-Duc et la réinvention de Vézelay

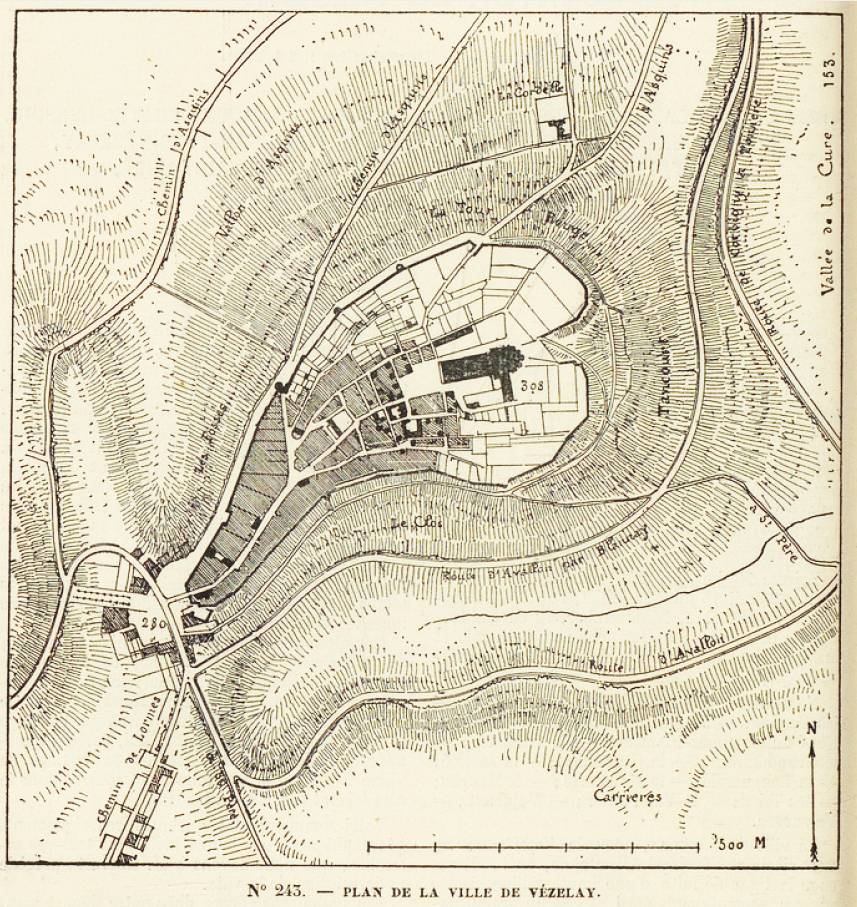
Plan de Victor Petit, 1870.

En août 1834, Prosper Mérimée découvre en Bourgogne l'église abbatiale de Vézelay. Immédiatement, il alerte le ministre de l'Intérieur sur l'état du monument : 

« Il me reste à parler des dégradations épouvantables qu'a subies cette magnifique église. Les murs sont déjetés, pourris par l'humidité. On a peine à comprendre que la voûte toute crevassée subsiste encore. Lorsque je dessinais dans l'église, j'entendais à chaque instant des petites pierres se détacher et tomber autour de moi… enfin il n'est aucune partie de ce monument qui n'ait besoin de réparations… Si l'on tarde encore à donner des secours à la Madeleine, il faudra bientôt prendre le parti de l'abattre pour éviter des accidents. »

De 1840 à 1859, la très longue campagne de restauration de l'église abbatiale de Vézelay est dirigée par l'architecte Eugène Viollet-le-Duc, assisté par ses inspecteurs des travaux, François Nicolas Comynet puis d'Émile Amé.

### Le renouveau de Vézelay et le mouvement de reconquête catholique
Les autorités ecclésiastiques et administratives locales décident de relancer le pèlerinage de Sainte-Madeleine.
- Le 22 juillet 1876, la fête de Sainte Madeleine est rétablie et Victor-Félix Bernadou, archevêque de Sens, restitue à Vézelay la relique donnée en 1267 au Chapitre cathédral de Sens par le pape Martin IV et le pèlerinage est rétabli. L'activité de l'abbé Barret, prêtre militant d'une reconquête catholique se heurte aux républicains, qui ne se privent pas de troubler les processions et même de dérober les nouvelles reliques en 1898.
- En 1919, Émile Chesnelong, archevêque de Sens, nomme le chanoine Marie-Augustin Despiney comme curé doyen, qui va lancer une véritable politique culturelle pour faire connaître Vézelay pendant 25 ans[45].
- En 1920, l'ancienne église abbatiale, paroissiale depuis la Révolution, reçoit le titre de basilique du Vatican, pour signaler son importance historique pour la chrétienté[46].
- A partir de 1949, les Frères mineurs  réinvestisse l'Ermitage La Cordelle de façon permanente[47] sous forme d'ermitage et de maison de prière occupée par un frère, puis par plusieurs cherchant à retrouver l'expression spirituelle de leur charisme originel selon la règle des ermitages où les frères vivent à 3 ou 4, ensemble. Parallèlement, au départ des Bénédictins de l'abbaye Sainte-Marie de la Pierre-qui-Vire en 1953 après un retour durant quelques années au presbytère, les Franciscains prirent leur relais de 1953 à 1993[48].
- En 1993, Vézelay voit le retour d'une communauté monastique catholique, avec l'installation aux abords de la basilique des fraternités monastiques de Jérusalem. Trois Frères résident actuellement à ermitage.

Indépendamment des directives catholiques, une diaspora orthodoxe cosmopolite se forme dans le village et aux alentours depuis les années 1990.
- Le 10 novembre 2003, la première église orthodoxe du village est consacrée par le Diocèse orthodoxe russe de Chersonèse.

### Le sauvetage d'enfants juifs 1942-1944
L'école des sœurs de Sainte-Madeleine, aujourd'hui le Centre Sainte-Madeleine, fut l'abri d'une quinzaine d'élèves réfugiées juives entre 1942 et 1944. Elles furent accueillies par la directrice, sœur Léocadie, Marie Arnol (1880-1952), élevée au rang de Juste parmi les nations par l'État d'Israël en 2006.

## Politique et administration
| Période                                  | Période   | Identité        | Étiquette      | Qualité |
| ---------------------------------------- | --------- | --------------- | -------------- | --- |
| mars 1977                                | 1992      | André Ginisty   |                | Chirurgien-dentiste                                                                                             |
| 1992                                     | mars 2001 | Bernard Chardon | PS             | Médecin généraliste                                                                                             |
| mars 2001                                | mars 2008 | Simone Galtier  |                | Retraitée |
| mars 2008                                | mars 2011 | André Villiers  | NC             | Agriculteur, sénateur, président du conseil général depuis 2011, ancien maire de Pierre-Perthuis de 2001 à 2008 |
| avril 2011                               | juin 2013 | Claude Michon   |                | Horloger |
| juillet 2013                             | En cours  | Hubert Barbieux | Sans étiquette | Médecin |
| Les données manquantes sont à compléter. |           |                 |                | |

## Démographie
L'évolution du nombre d'habitants est connue à travers les recensements de la population effectués dans la commune depuis 1793. Pour les communes de moins de 10 000 habitants, une enquête de recensement portant sur toute la population est réalisée tous les cinq ans, les populations de référence des années intermédiaires étant quant à elles estimées par interpolation ou extrapolation. Pour la commune, le premier recensement exhaustif entrant dans le cadre du nouveau dispositif a été réalisé en 2006.

En 2022, la commune comptait 464 habitants, en évolution de +7,16 % par rapport à 2016 (Yonne : −1,95 %, France hors Mayotte : +2,11 %).
| 1793  | 1800  | 1806  | 1821  | 1831  | 1836  | 1841  | 1846  | 1851  |
| ----- | ----- | ----- | ----- | ----- | ----- | ----- | ----- | ----- |
| 1 300 | 1 406 | 1 285 | 1 245 | 1 161 | 1 169 | 1 193 | 1 243 | 1 308 |

| 1856  | 1861  | 1866  | 1872  | 1876  | 1881 | 1886 | 1891 | 1896 |
| ----- | ----- | ----- | ----- | ----- | ---- | ---- | ---- | ---- |
| 1 158 | 1 162 | 1 148 | 1 053 | 1 010 | 969  | 901  | 937  | 863  |

| 1901 | 1906 | 1911 | 1921 | 1926 | 1931 | 1936 | 1946 | 1954 |
| ---- | ---- | ---- | ---- | ---- | ---- | ---- | ---- | ---- |
| 798  | 799  | 753  | 684  | 633  | 585  | 639  | 532  | 562  |

| 1962 | 1968 | 1975 | 1982 | 1990 | 1999 | 2006 | 2011 | 2016 |
| ---- | ---- | ---- | ---- | ---- | ---- | ---- | ---- | ---- |
| 541  | 513  | 541  | 582  | 571  | 492  | 473  | 433  | 433  |

| 2021 | 2022 | - | - | - | - | - | - | - |
| ---- | ---- | - | - | - | - | - | - | - |
| 448  | 464  | - | - | - | - | - | - | - |

## Économie

### Le pèlerinage de Saint Jacques de Compostelle
Le tourisme généré par l'attrait de la basilique et le départ d'un des chemins de Compostelle. Les pèlerins, en route vers Compostelle, se rendent directement à la basilique romane Sainte-Marie-Madeleine pour se recueillir dans son imposante nef de 62 mètres. Trois fois par jour, la communauté religieuse entame des chants liturgiques qui emplissent les hautes voûtes.

### L'appellation vézelay

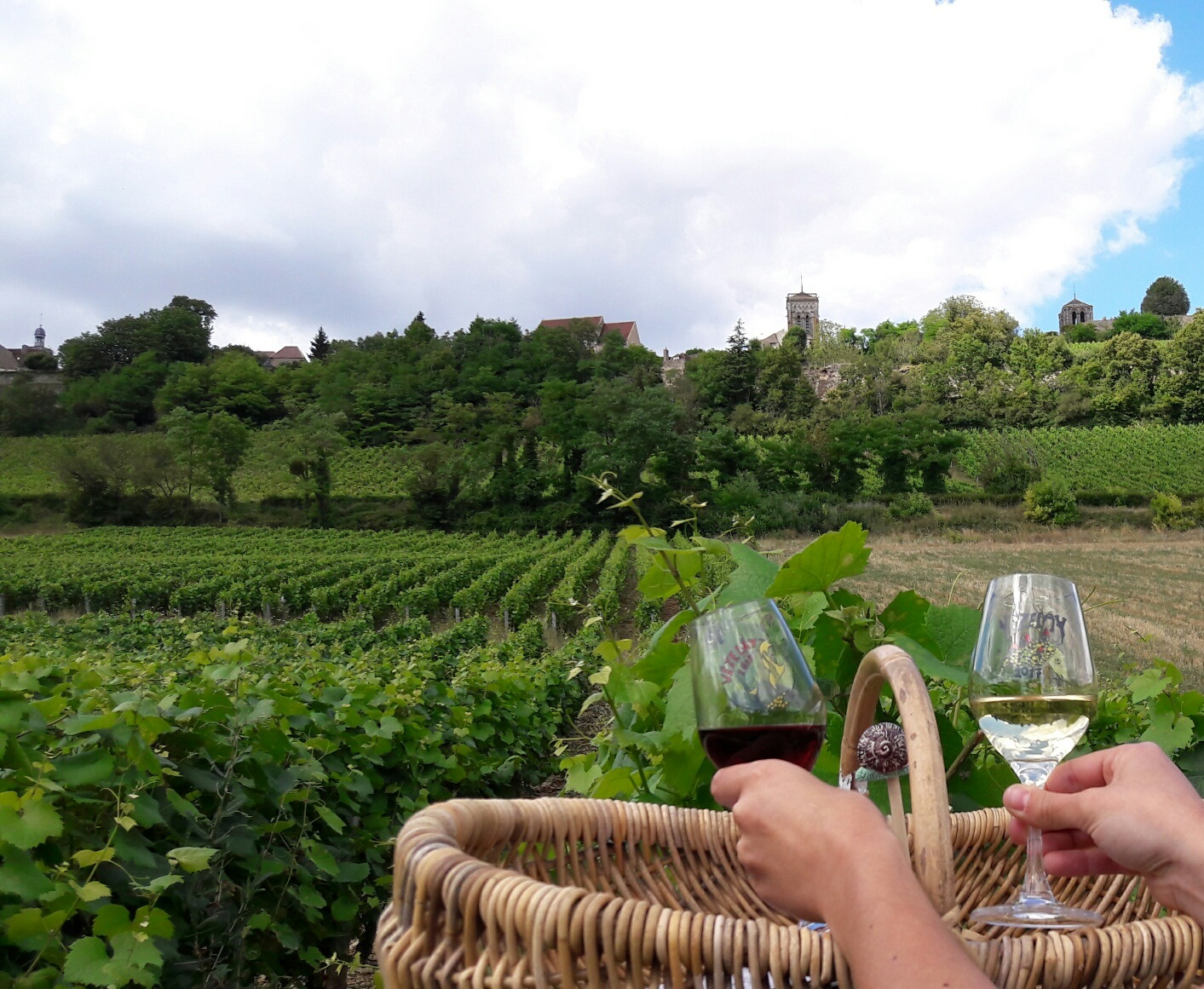
Village de Vézelay et le vignoble.

Le vignoble de Vézelay produit des vins rouges légers et blancs. Les blancs faits à partir de chardonnay ont droit depuis 1996 à la dénomination géographie bourgogne vézelay (au sein de l'AOP bourgogne), puis depuis 2017 à une appellation propre (AOC et AOP), le vézelay.
Vézelay, commune viticole, a accueilli en janvier 2019 la 75e édition de la Fête de la Saint-Vincent tournante, manifestation supervisée par la Confrérie des chevaliers du Tastevin.

## Culture locale et patrimoine

### Lieux et monuments
- La basilique Sainte-Marie-Madeleine, autrefois église de l'abbaye de Vézelay

- Les remparts de Vézelay

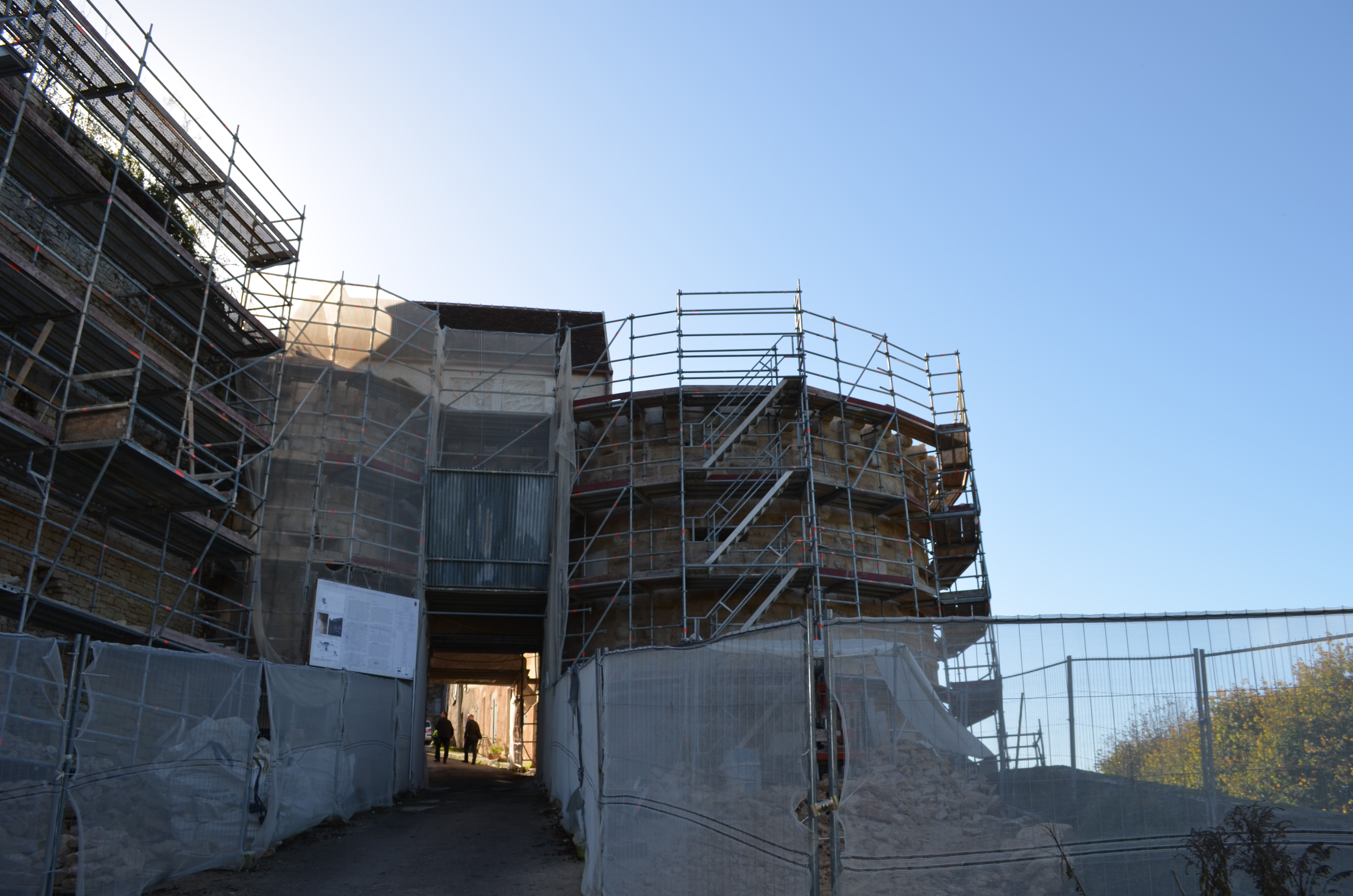
La porte Neuve en restauration (2014).

La muraille d'enceinte a été construite au tout début du XIIe siècle. Elle épouse la forme de la colline. Les guerres de Cent Ans puis celles de religion ont eu raison de l'ensemble.
- L'ancienne église Saint-Étienne

Sise aux 2, 4, 6, rue Saint-Étienne, près de la porte du Barle présente la façade du bas-côté nord sur rue. Cette église de fondation ancienne date du début du XIIe siècle. La paroisse de  Saint-Étienne est supprimée par décret en 1791 ; à partir de 1794 l'église sert de marché aux grains, avant d'être vendue en 1797. Bien qu'ayant subi de nombreuses transformations (« elle est raccourcie d'une ou deux travées lors de la construction, au XVIIe siècle d'un clocher carré que surmontait une haute toiture qui fut démolie peu de temps après la Révolution française », les contreforts ont été arasés au nu du mur, de nouveaux percements ont été effectués, etc.), elle présente aujourd'hui encore un porche ouvert voûté en berceau plein-cintre typique de l'architecture romane.
L'ancienne église Saint-Étienne est inscrite à l'inventaire supplémentaire des monuments historiques depuis 1960.

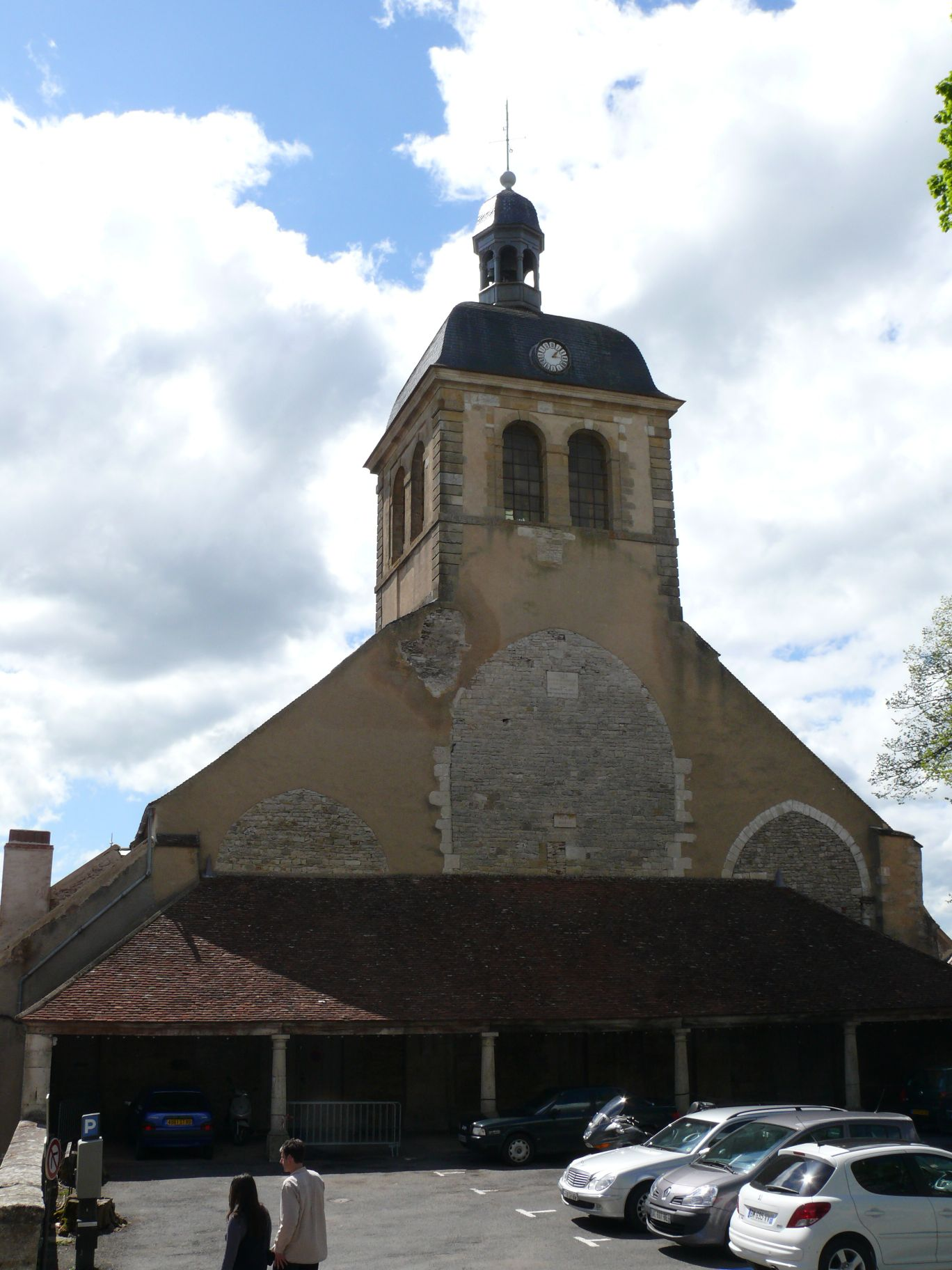
L'ancienne église Saint-Pierre.

- L'ancienne église Saint-Pierre

Le clocher de cette église subsiste à mi-parcours de la colline, place Borot. Fondée en 1152, son histoire est peu documentée : on sait que la voûte s'effondre le 26 février 1587 et que la grosse cloche (fondue en 1633) de l'horloge est placée dans la tour en 1688. En l'an II, l'église est détruite, à l'exception de la tour de l'horloge (conservée pour cause d'utilité publique). Le clocher semble dater du XVIIe siècle, il porte une inscription selon laquelle il a été restauré en 1859. L'emplacement de l'église Saint-Pierre est resté non bâti, il est marqué par un mur bahut, il s'appelle actuellement place Borot. À la fin du XIXe siècle six tilleuls sont plantés autour de la place Borot. Il a été question pendant le XIXe siècle d'y bâtir un marché couvert, cependant la place Borot sert de parking.
- La chapelle de la Cordelle au cœur de l'Ermitage La Cordelle

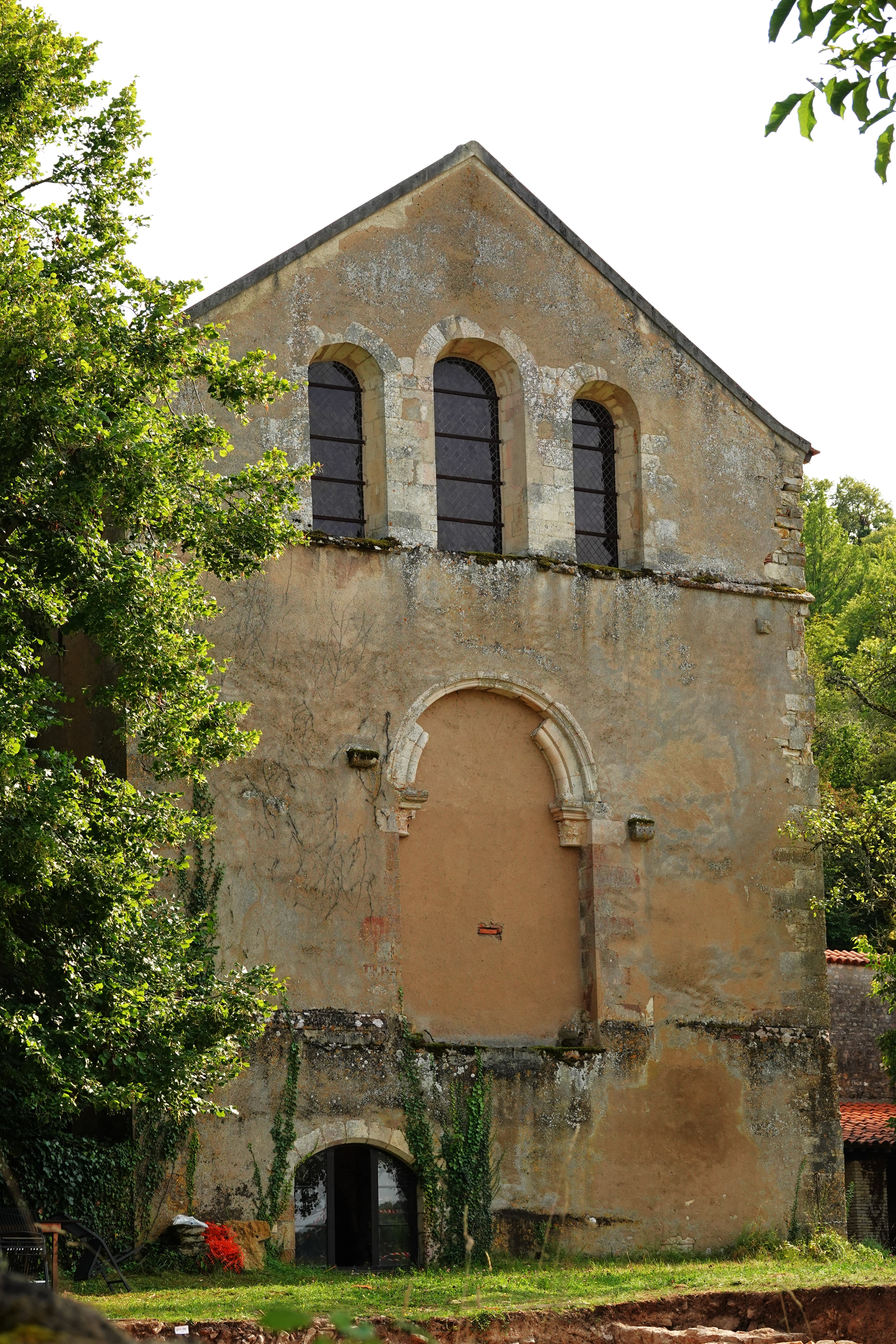
Chapelle de la Cordelle.

Située sur le flanc nord de la colline (à gauche de la basilique lorsqu'on en regarde la façade), à mi-pente en direction du village d'Asquins, la chapelle Sainte-Croix dénommée aujourd'hui La Cordelle, a été construite dans l'année qui a suivi la prédication de la seconde croisade en 1146 par saint Bernard. Les premiers franciscains venus d'Italie, en 1217, y construisirent un couvent. « L'église désignée sous le nom de chapelle Saint-Fiacre, subsiste encore ; elle présente, en plan, une forme à peu près carrée de 7,50 mètres de largeur. La voûte est en berceau ogival et s'appuie sur des murs décorés d'arcatures plein-cintre reposant sur des colonnes élégantes. Le profil des moulures est d'une très grande pureté et habileté d'exécution. Une petite chapelle absidale est murée ; sa voûte est défoncée… » En 2025, trois frères franciscains résident à la Ermitage La Cordelle.
- La croix Saint-Bernard

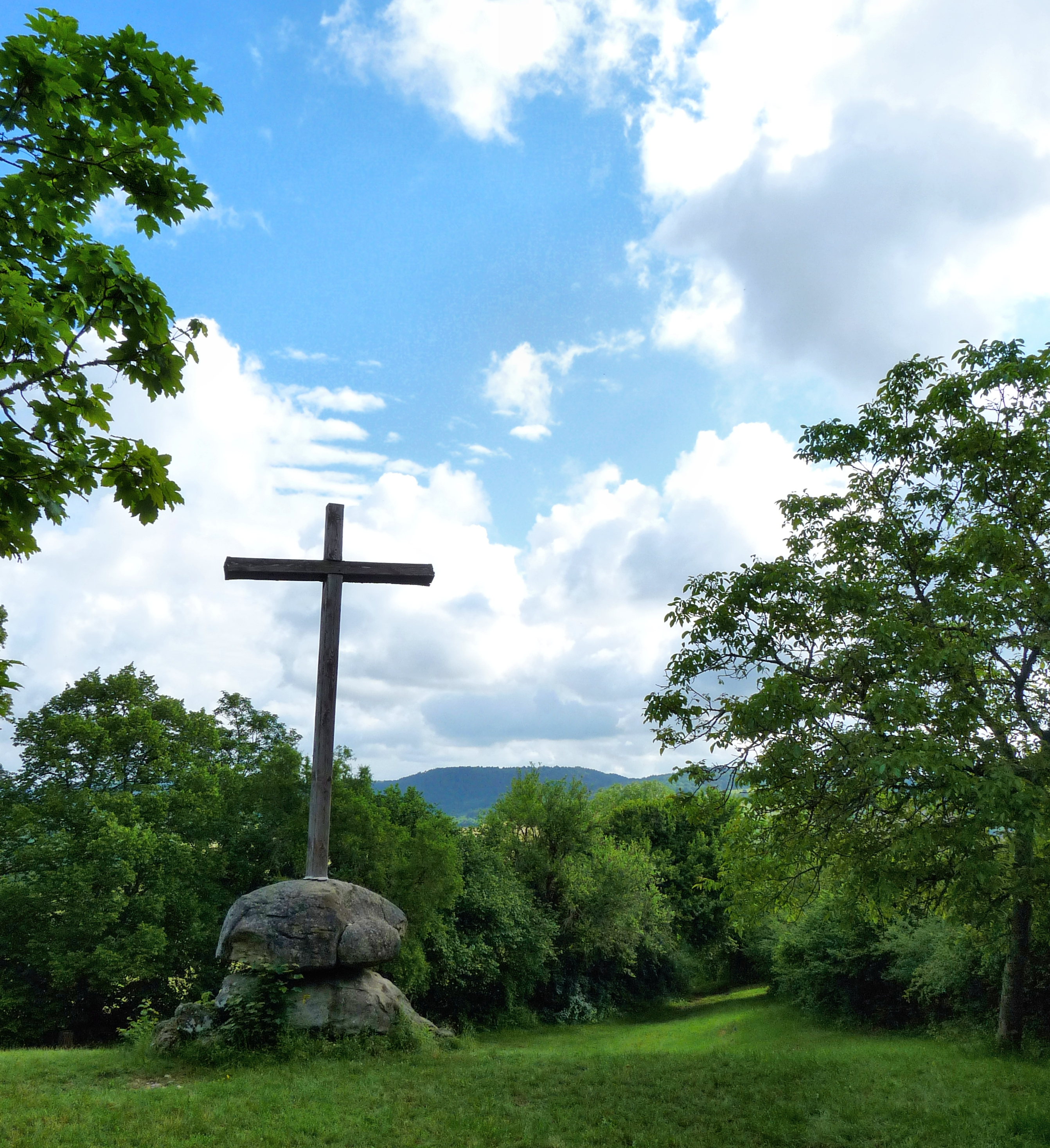
croix Saint-Bernard.

Le 31 mars 1146, jour de Pâques, en présence du roi Louis VII et de la reine Aliénor d'Aquitaine, saint Bernard prêcha la croisade à une foule immense à quelques centaines de mètres de la basilique, en contrebas, à mi-flanc de coteau sur le penchant face à Asquins, et non au sommet de la colline en raison de l'exiguïté de l'abbatiale qui s'avéra bien trop petite pour contenir la foule, évaluée selon la tradition orale à 100 000 personnes[réf. nécessaire]. À la suite de son prêche, Louis VII et sa femme, Aliénor d’Aquitaine, et les princes et seigneurs et toute l'assistance se prosternèrent aux pieds de Bernard et se mirent à réclamer des croix de pèlerin, à tel point que l'on raconte que le tissu vint à manquer et que Bernard de Clairvaux lui-même donna son habit pour que l'on y taille des croix[réf. nécessaire].
Pour commémorer l’événement, une croix en pierre est érigée en 1647. Détruite à la Révolution, elle est alors remplacée en mai 1899 par une croix de fer dite « de Jérusalem » rapportée de Terre Sainte par des pèlerins et dressée sur deux blocs de granit du Morvan. Un demi-siècle plus tard, en juillet 1951, une nouvelle croix est érigée, suivie en mai 1991 d'une autre en sapin. Atteinte de maladie, elle sera remplacée, le 16 mars 2013 par une croix plus haute et plus lourde de 600 kg en chêne.
Pour accéder à pied à ce haut lieu, il faut emprunter un sentier pédestre depuis la basilique, ou en voiture depuis Asquins, prendre la direction de Vézelay et suivre le panneau « La Cordelle, chapelle du XIIe siècle ».
- Le cimetière de Vézelay.

### Institutions culturelles
- La maison Zervos, est l'œuvre des architectes Jean Badovici et Eileen Gray. La villa de Christian et Yvonne Zervos est devenue une fondation et un lieu d'exposition consacré à l'art contemporain et à l'architecture, sur une terrasse qui domine le village[60].
- Le musée de l'Œuvre Viollet-le-Duc, situé à côté de la basilique, dans l'ancien dortoir des moines. Présentation du chantier de restauration de la basilique.
- La maison que Romain Rolland a occupée de 1937 jusqu'à sa mort en décembre 1944, abrite le musée Zervos qui présente la collection d'œuvres d'art constituée par Christian Zervos, éditeur des Cahiers d'art de 1926 à 1960.
- La maison Jules Roy, dernière demeure de l'écrivain : le conseil départemental de l'Yonne en a fait une maison qui invite des écrivains en résidence.
- La maison du Visiteur[61], à mi-chemin en montant la colline à la basilique, est un centre d'interprétation de la symbolique de la lumière, de l'architecture et de la sculpture de la basilique.
- Le musée de la Pierre écrite au hameau de la Goulotte : collection de géologie, de minéralogie et de paléontologie.
- La Cité de la Voix[62] : situé 4 rue de l’Hôpital, en plein cœur de Vézelay dans un ancien hospice réaménagé, cet établissement consacré principalement à l'art vocal regroupe trois activités : l'ensemble vocal Arsys Bourgogne, des résidences artistiques pour professionnels et amateurs, une saison publique avec de nombreux évènements, notamment les Rencontres musicales de Vézelay[63] (fin août) et Happy Birthday JSB (fin mars). Depuis 2018, la Cité de la Voix est dirigée par François Delagoutte, ancien conseiller culturel auprès du maire de Lille[64],[65].

### Philatélie
- En 1946, un premier timbre postal est émis, d'une valeur de 5 francs, de couleur lilas, dans la série Monuments et sites. Il bénéficie d'une vente anticipée le 21 juillet à Vézelay. Il porte le n° YT 759
- En 1983, un timbre faisant partie de la série Personnages célèbres à l'effigie de Max-Pol Fouchet, rouge et noir, de valeur 1,80 franc surtaxé de 0,4 franc, comporte Vézelay au deuxième plan. Ce timbre a bénéficié d'une vente en premier jour le 30 avril à Saint-Vaast-la-Hougue et à Vézelay. Il porte le n° YT 2282.
- En 2008, un nouveau timbre postal est émis, d'une valeur de 0,55 euro, héliogravé, dans la série Portraits de régions. La France à voir. Il bénéficie d'une vente anticipée le 29 mars à Vézelay. Il porte le n° YT 4164. Ce timbre fait partie d'un feuillet qui porte le n° YT BF117[66].

### Pèlerinages
- La ville est un point de départ de l'un des chemins français vers Saint-Jacques de Compostelle.
- Depuis 1976, chaque année, à la Toussaint, des milliers de routiers scouts d'Europe convergent vers Vézelay.
- Depuis 2004, le « chemin d'Assise », itinéraire pédestre de pèlerinage, balisé et entretenu, long de 1 500 km, relie Vézelay à Assise[67].

### Vézelay et le cinéma
- Vézelay (1951), documentaire réalisé par Pierre Zimmer et commenté par Pierre Fresnay.
- La Grande Vadrouille (1966) comédie réalisée par Gérard Oury, avec Bourvil et Louis de Funès[68].
- Mon oncle Benjamin (1969) comédie réalisée par Édouard Molinaro, avec Jacques Brel et Claude Jade[69].
- Le Voyage à Vézelay (2005), film de Pierre Creton.

### Personnalités liées à la commune

#### Au Moyen Âge
- Pierre le Vénérable (1092 ou 1094-1156) : il fut accueilli à Vézelay par l'abbé Renaud de Semur comme seniorum doctor et custos ordinis vers 1115-1116, jusqu'en 1120, avant de devenir l'abbé de Cluny en 1122.
- Bernard de Clairvaux (1090-1153) : abbé et grande figure intellectuelle de son époque, il a sur l'insistance du pape Eugène III prêché la deuxième croisade à Vézelay, le 31 mars 1146, devant le roi Louis VII et la reine Aliénor d'Aquitaine.
- Thomas Becket, (1117-1170), l’archevêque de Canterbury et ancien chancelier en exil, prononce un sermon important à Vézelay, pour la Pentecôte, le 12 juin 1166. Il excommunie les seigneurs complices du roi Henri II, qu'il condamne solennellement pour les constitutions de Clarendon.

#### AuXVIesiècle
- Théodore de Bèze (1519-1605) : pasteur, écrivain, historien, ambassadeur et théologien protestant, il est le successeur de Jean Calvin à Genève. Il est né au 55, rue Saint-Étienne, fils du bailli de Vézelay.

#### AuXVIIesiècle
- Vauban (1633-1707) : commissaire général des fortifications, maréchal de France et seigneur de Bazoches. Il est le seigneur de six des cinquante-quatre paroisses de l'élection de Vézelay, qu'il décrit très précisément dans un document de 1697 : Description géographique de l'élection de Vézelay[43].
- Georges-Edme René (-1794), bienheureux, chanoine de Vézelay, martyr des pontons de Rochefort.

#### AuXIXesiècle
- Edme Étienne Borne Desfourneaux (1767-1849) : général des armées de la République et de l'Empire, il est natif de Vézelay.
- Prosper Mérimée (1803-1870) : l'écrivain, par sa redécouverte de Vézelay, a lancé le programme de sauvegarde et de rénovation de la basilique.
- Eugène Viollet-le-Duc (1814-1879) : architecte, archéologue et écrivain français, il a séjourné à de très nombreuses reprises à Vézelay pendant les 19 années qu'ont prises la reconstruction et la restauration de l'église abbatiale de Vézelay entre 1840 et 1859.
- Adolphe Guillon (1829-1896) : peintre et graveur français.

#### AuXXesiècle
- Romain Rolland (1866-1944) : l'écrivain prix Nobel de littérature s'installe à Vézelay en 1938 et y demeure jusqu'à sa mort le 30 décembre 1944. Il y accueille en juin 1940 son ami le peintre Frédéric Deshayes.
- Eileen Gray (1878-1976) : architecte et designer, elle rénove un ensemble de maisons avec son compagnon Jean Badovici entre 1927 et 1933. Ils vivent ensemble dans leur demeure de la rue de l'Argenterie.
- Georges Bataille (1897-1962) : l'écrivain a vécu régulièrement à Vézelay à partir de mars 1943. Il y est inhumé en 1962[70].
- Christian Zervos (1889-1970) : l'éditeur réside souvent dans sa maison de vacances, au hameau de la Goulotte de 1937 jusqu'à sa mort en 1970. Il est enterré avec sa femme à Vézelay, à la municipalité de laquelle il a légué sa fortune pour y créer la Fondation Christian et Yvonne Zervos[71].
- Jules Roy (1907-2000) : l'écrivain s'installe au village en 1978 jusqu'à sa mort le 15 juin 2000. Il y est inhumé.
- Max-Pol Fouchet (1913-1980) : poète, écrivain, critique d'art, homme de télévision. Il demeura et écrivit à Vézelay, où il est enterré. Sur sa tombe est inscrit : « Il aima la liberté. »
- Maurice Clavel (1920-1979) : journaliste et écrivain, mort à Asquins, il est enterré dans le cimetière de Vézelay.
- Yvette Szczupak-Thomas (1929-2003), la jeune fille est placée par l'assistance publique chez la famille Zervos, à la Goulotte, en septembre 1942. Elle décrit notamment les combats entre les jeunes maquisards et les colonnes de l'armée allemande à Vézelay, le 31 août 1944 dans son livre posthume Un Diamant brut (2008).
- Marc Meneau (1943-2020) : chef cuisinier étoilé Michelin.
- Kilien Stengel (1972-) : écrivain et universitaire ayant vécu à Vézelay.

### Héraldique
| Blason | Blasonnement : « De gueules aux trois fleurs de lys d'or, au chef cousu d'azur chargé d'une châsse romane d'argent accostée de dix larmes aussi d'or, cinq à dextre et cinq à senestre, ordonnées en sautoir. » |

#### Ouvrages
- Alain Bataille, Pascal Dibie, Jean-Pierre Fontaine, Jean-Charles Guillaume, Jean-Paul Moreau, Ferdinand Pavy, Line Skorka, Gérard Taverdet et Marcel Vigreux (préf. Henri de Raincourt), Yonne, Paris, éd. Bonneton, avril 1992, 428 p. (ISBN 2-86253-124-3)
- (en) Rosalind Kent Berlow, Social and Economic Aspects of the Early History of Vézelay (ninth to twelfth centuries), Université de New York
- Abbé Lacroix, Les origines protohistoriques et gallo-romaines de Vézelay, 1963
- Jean-Pierre Leguay, Les catastrophes au Moyen Âge, Paris, J.-P. Gisserot, coll. « Les classiques Gisserot de l'histoire », 2005, 224 p. (ISBN 978-2-87747-792-5 et 2-877-47792-4, OCLC 420152637, lire en ligne)
- René Louis, Les Fouilles gallo-romaines de Saint-Père-sous-Vézelay (Yonne) : vue d'ensemble sur les campagnes 1934, 1935 et 1936 aux lieux-dits « Les Fontaines-Salées », « Le Perron » et « La Corvée Saint-Jean », Société des fouilles archéologiques et des monuments historiques de l'Yonne, 1937
- Nicolas Martin, La France fortifiée : Châteaux, villes et places fortes, Paris, Nathan, 1990, 195 p. (ISBN 2-09-284371-0)
- Victor Petit, Description des villes et campagnes du département de l'Yonne, vol. 2 (arrondissement d'Avallon), Auxerre, Charles Gallot, 1870, 352 p. (lire en ligne)
- Bernard Pujo, Histoire de Vézelay : des origines à l'an 2000, Paris, éd. Perrin, 2000, 261 p. (ISBN 2-262-01442-6)
- Aimé Chérest, Vézelay : étude historique, Auxerre, Perriquet et Rouille, 1868, 3 volumes
- Aimé Chérest, Étude archéologique sur l'église de Vézelay, Ann. de l'Yonne, 1866
- Augustin Thierry, Études sur l'organisation communale de Vézelay au XIIe siècle, dans Lettres sur l'Histoire de France, Paris, Garnier frères, 1866, in-8°
- M. Flandin, Vézelay, Ann. de l'Yonne, 1845
- Ambroise Challe, Statistique de l’Élection de Vézelay, œuvre inédite du maréchal de Vauban, Ann. de l'Yonne, 1846
- Christian Sapin, Vézelay », in Dossiers d’archéologie 275, p. 134-139,, Ann. de l'Yonne, 2002
- Yvette Szczupak-Thomas, Un Diamant brut: Vézelay-Paris 1938-1950, Paris, éd. Métailié, 2008, 438 p. (ISBN 978-2-86424-654-1)
- Jean-François Lecompte (photogr. Christian Beaudin), Vézelay, une église guerrière, Paris, Edite, 2012, 221 p.
- Robert Dauvergne, Vauban et la détresse économique dans la région de Vézelay, Clamecy, Impr. générale de la Nièvre, 1954, 7 p.

#### Articles
- Léon De Bastard d'Estang, « Recherches sur l'insurrection communale de Vézelay, au XIIe siècle », Bibliothèque de l'école des chartes, vol. 12, no 1,‎ 1851, p. 339-365 (DOI 10.3406/bec.1851.445003, lire en ligne, consulté le 20 août 2017)
- Christian Sapin, « Saint-Père (Yonne) - Église Saint-Pierre », La villa gallo-romaine de St-Père ne cesse d’intriguer les archéologues,‎ 2005 (lire en ligne, consulté le 6 mai 2019)
- GEO (no 403), septembre 2012